# Acidente nuclear de Chernobil
O desastre de Chernobil (em ucraniano:  Чорнобильська катастрофа, Tchornobylska katastrofa – Catástrofe de Chernobil; também conhecido como acidente de Chernobil) foi um acidente nuclear catastrófico ocorrido em 26 de abril de 1986 no reator nuclear nº 4 da Usina Nuclear de Chernobil, perto da cidade de Pripiate, no norte da Ucrânia Soviética, próximo da fronteira com a Bielorrússia Soviética. O acidente ocorreu durante um teste de segurança ao início da madrugada que simulava uma falta de energia da estação, durante a qual os sistemas de segurança de emergência e de regulagem de energia foram intencionalmente desligados. Uma combinação de falhas inerentes no projeto do reator, bem como dos operadores dos reatores que organizaram o núcleo de uma maneira contrária à lista de verificação para o teste, resultou em condições de reação descontroladas. A água superaquecida foi instantaneamente transformada em vapor, causando uma explosão de vapor destrutiva e um subsequente incêndio que jogou grafite ao ar livre e produziu correntes ascendentes consideráveis por cerca de nove dias. O fogo foi finalmente contido em 4 de maio de 1986. As plumas de produtos de fissão lançadas na atmosfera pelo incêndio precipitaram-se sobre partes da União Soviética e da Europa Ocidental. O inventário radioativo estimado que foi liberado durante a fase mais quente do incêndio foi aproximadamente igual em magnitude aos produtos de fissão aerotransportados liberados na explosão inicial.
O número total de vítimas, incluindo os mortos devido ao desastre, continua a ser uma questão controversa e disputada. Durante o acidente, os efeitos da explosão de vapor causaram duas mortes dentro da instalação: uma imediatamente após a explosão e uma por uma dose letal de radiação. Nos próximos dias e semanas, 134 pessoas foram hospitalizados com síndrome aguda da radiação (SAR), dos quais 28 bombeiros e funcionários morreram em meses. Além disso, cerca de quatorze mortes por câncer induzido por radiação entre esse grupo de 134 sobreviventes ocorreram nos dez anos seguintes. Entre a população em geral, um excedente de 15 mortes infantis por câncer de tireoide foi documentado em 2011. Levará mais tempo e pesquisa para determinar definitivamente o risco relativo elevado de câncer entre os funcionários sobreviventes, aqueles que foram hospitalizados inicialmente com SAR e a população em geral.
A catástrofe de Chernobil é considerada o acidente nuclear mais desastroso da história, tanto em termos de custo quanto de baixas. É um dos dois únicos acidentes de energia nuclear classificados como um evento de nível 7 (a classificação máxima) na Escala Internacional de Acidentes Nucleares, sendo o outro o acidente nuclear de Fukushima I, no Japão, em 2011. A luta para salvaguardar cenários com potencial para uma catástrofe maior, juntamente com os esforços posteriores de descontaminação do entorno da usina, envolveu mais de 500 mil trabalhadores (denominados liquidadores) e custou cerca de 18 bilhões de rublos soviéticos.
Os restos do prédio do reator número 4 foram colocados em uma grande cobertura chamada "Estrutura de Abrigo", mas conhecida como "sarcófago". O objetivo da estrutura era reduzir a dispersão dos restos de poeira e detritos radioativos dos destroços, limitando assim a contaminação radioativa e a proteção do local contra intempéries. O sarcófago foi concluído em dezembro de 1986, numa época em que o que restava do reator estava entrando na fase de desligamento a frio. O invólucro não foi planejado para ser usado como um escudo de radiação, mas foi construído rapidamente como segurança ocupacional para os funcionários dos outros reatores não danificados na usina, como o número 3, que continuou a produzir eletricidade até o ano de 2000. Uma equipe internacional incluiu o prédio número 4 do reator e o sarcófago original em um novo e maior revestimento de última geração em 2017. O acidente motivou a melhoria da segurança em todos os reatores RBMK projetados pela União Soviética, o mesmo tipo de Chernobil, dos quais dez continuavam a alimentar redes elétricas em 2019.

## Contexto

### A usina

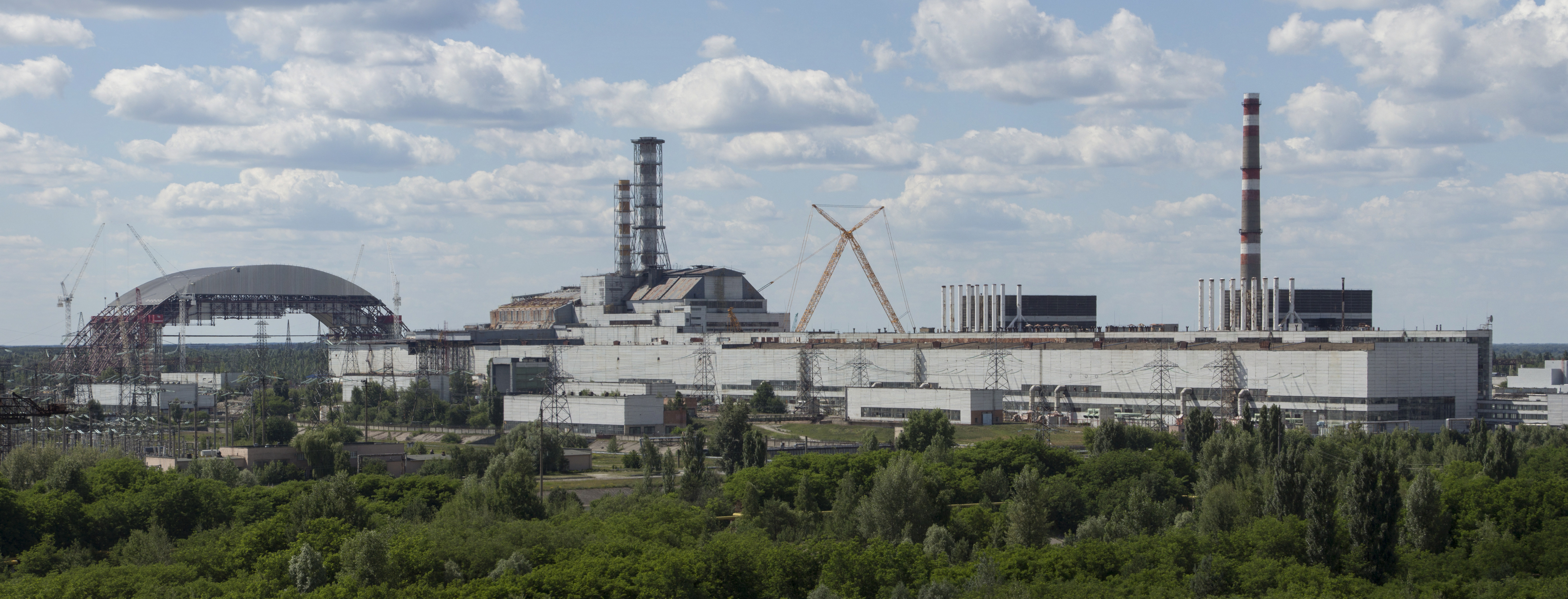
Vista da Usina de Chernobil

A Usina de Energia Vladimir Ilich Ulianov, popularmente conhecida como Usina Nuclear de Chernobil, localizada em Pripiate (na Ucrânia Soviética), começou a ser construída em agosto de 1972 e foi oficialmente comissionada em setembro de 1977, quando seu primeiro reator foi instalado, sendo que o segundo foi colocado em atividade no ano seguinte. Os reatores 3 e 4 foram instalados em 1981 e 1983, respectivamente. O processo de construção dos reatores 5 e 6 já estava para acontecer, mas foram suspensos após o desastre em 1986. A União Soviética vislumbrava construir no total doze reatores, a serem instalados até 2010.
Na época do desastre, a usina tinha quatro reatores RBMK-1000 operacionais, capazes de gerar 1 000 megawatts (MW) de energia elétrica (3 200 MW de energia térmica) e era responsável por 10% da energia da Ucrânia. Paralelamente à construção da usina, a partir de 1970 foi erguida a cidade de Pripiat para servir como lar dos trabalhadores da usina e suas famílias. Chernobil era a primeira usina nuclear em solo ucraniano e a terceira com reatores RBMK, sendo que as outras duas eram a Usina Nuclear de Leningrado e a Central Nuclear de Kursk.

### Arrefecimento do reator durante falta de energia
Em uma operação normal, uma fração significativa (mais de 6%) da potência de um reator nuclear é derivada não da fissão nuclear mas sim pelo decaimento radioativo (ou radioatividade) dos acúmulos dos produtos do processo de fissão. O calor gerado deste decaimento continua mesmo após a reação em cadeia ter sido parada (como após uma parada de emergência, por exemplo) e um resfriamento ativo é necessário para evitar que ocorra um derretimento nuclear. Reatores RBMK, como os presentes em Chernobil, usam água para o resfriamento. O reator nº 4 em Chernobil tinha cerca de 1 600 canais de combustíveis individuais, sendo que cada um deles requeria um fluxo de resfriamento de 28 toneladas métricas de água por hora.

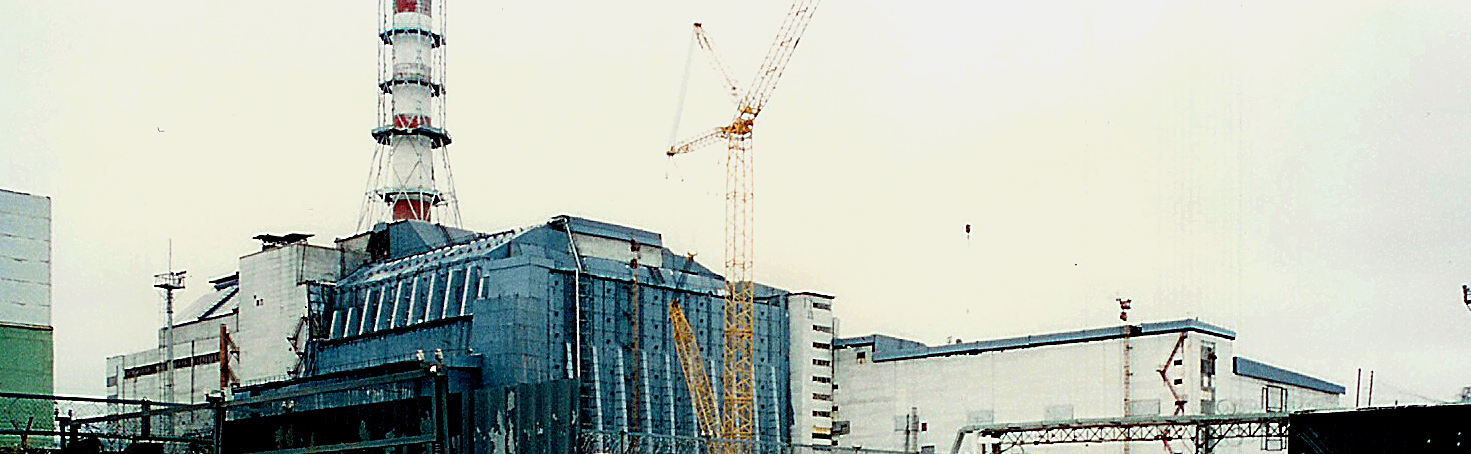
A usina de Chernobil em 2006, com o sarcófago visível

Como as bombas de resfriamento também precisavam de eletricidade e tinham que continuar a funcionar por algum tempo após um desligamento de emergência em um evento de falha no fornecimento de energia, cada um dos reatores de Chernobil tinha disponíveis três geradores a diesel como reserva. Esses geradores podiam ser ativados em até 15 segundos, mas eram necessários de 60 a 75 segundos para que atingissem a potência máxima e gerar os 5,5 megawatts necessários para operar uma das bombas principais.
Esse atraso de um minuto representava uma falha na segurança do projeto. Foi teorizado que a inércia rotacional armazenada das turbinas a vapor e a pressão residual do vapor em si podiam ser usadas para gerar a energia elétrica necessária para preencher esse hiato de tempo. Análises indicavam que isto podia ser o suficiente para fornecer energia elétrica para o funcionamento das bombas refrigeradoras por cerca de 45 segundos, o que não preenchia completamente a lacuna entre uma falha de energia externa e o tempo levado para que os geradores de emergência chegassem a sua potência total.

### Testes de segurança
Essa capacidade ainda precisava ser confirmada experimentalmente e testes feitos antes acabaram fracassando. Um teste inicial foi realizado em 1982 e indicou que a energia gerada nas turbinas não seria suficiente, pois não conseguia manter o campo magnético após o disparo da turbina. O sistema foi então modificado e o teste foi repetido em 1984, mas novamente não foi bem-sucedido. Em 1985, um terceiro teste aconteceu, também com resultados negativos. Um quarto teste foi então planejado para abril de 1986 e foi programado para coincidir com uma parada de manutenção do reator nº 4.
O teste em si não era problemático, embora sua documentação de medidas de segurança já não atendesse aos padrões modernos. Contudo, os desenvolvedores do programa de teste não estavam cientes do incomum comportamento do reator RBMK-1000 sob as condições operacionais planejadas. Essas verificações eram consideradas puramente testes elétricos e não um teste de unidade complexo, mesmo que envolvesse unidades críticas do sistema. De acordo com os regulamentos da época, tal teste não requeria aprovação do designer chefe do reator (NIKIET), do gerente científico ou do regulador de supervisão nuclear soviético. O teste também exigia a desativação de alguns sistemas de segurança (em particular, o sistema de refrigeração central de emergência).
O procedimento experimental foi projetado para acontecer da seguinte maneira:
1. O reator deveria estar funcionando a potência baixa, entre 700 MW e 800 MW;
2. O gerador de turbina a vapor deveria estar funcionando a velocidade máxima;
3. Quando as condições requeridas fossem atingidas, o suprimento de vapor para o gerador de turbina seria fechado;
4. O desempenho do gerador de turbina deveria ser registrado para determinar se poderia fornecer a energia de ponte para as bombas de refrigeração até que os geradores a diesel fossem ligados e dessem a energia para as bombas de refrigeração, automaticamente;
5. Depois que os geradores de emergência atingissem velocidade e voltagem normais, o gerador de turbina poderia continuar a girar para baixo;
6. A parada de manutenção do reator deveria ser concluída.

### Atrasos no teste e mudança de turno

Comparação dos tamanhos dos vasos dos reatores de Geração II, uma classificação de projeto de reatores comerciais construídos até o final dos anos 1990

O teste de 25 de abril de 1986 seria conduzido durante o turno do dia, na mesma data em que o reator 4 deveria ser desligado para manutenção de rotina. Os funcionários do turno do dia foram instruídos de antemão a respeito das condições operacionais do reator para o teste e, além disso, uma equipe especial de engenheiros elétricos estaria presente para conduzir um teste de um minuto sobre o novo sistema regulador de voltagem uma vez que as condições corretas tivessem sido atingidas. Como planejado, uma redução gradual na produção de energia da usina começou às 13h da tarde de 25 de abril e a potência chegou a 50% do nível nominal de 3 200 MW térmicos no começo do turno do dia.
O turno diurno executou muitas tarefas de manutenção não relacionadas ao teste em si, que deveria começar por volta das 14h15 com as preparações iniciais, incluindo a desativação do sistema de refrigeração central de emergência. Enquanto isso, outra central elétrica regional foi inesperadamente desligada e, por volta das 14h00, controladores da rede elétrica de Kiev pediram para que a redução da saída de energia de Chernobil fosse adiada, já que havia uma enorme demanda energética no começo da noite. O diretor da usina, Viktor Bryukhanov, concordou e o teste foi adiado por dez horas. O turno do dia foi então substituído pelo do começo da noite. Apesar dos atrasos, o sistema de refrigeração central de emergência havia permanecido desativado – ele havia sido desconectado por uma válvula gaveta manual, o que, na prática, significava que duas ou três pessoas passaram o dia inteiro tendo que virar as válvulas manualmente. Esse sistema não teria influência nos eventos que se desenrolaram a seguir, mas permitir o funcionamento do reator por quase onze horas fora do teste sem proteção de emergência indicou um nível geralmente baixo da cultura de segurança soviética.
Às 23h04, os controladores da rede de energia de Kiev permitiram que o desligamento do reator prosseguisse. Esse atraso teve consequências gravíssimas: a equipe do turno do dia, que havia sido preparado para o teste, já tinha partido; a equipe do turno do começo da noite já se preparava para sair e os funcionários do turno da noite não iriam assumir até por volta da meia-noite, com várias etapas do teste já em andamento. De acordo com o plano, o teste deveria ter sido concluído antes do término do turno diurno e o pessoal do noturno só teria que manter os sistemas de resfriamento térmico por decaimento funcionando em uma instalação já desligada.
O turno da noite teve tempo limitado para se preparar e executar o experimento. Anatoly Diatlov, o vice engenheiro-chefe da Usina de Chernobil, estava presente para supervisionar o teste e dirigir o experimento; já que ele era o funcionário com a maior patente entre todos os presentes na usina, suas ordens e instruções eram superiores a de toda a equipe na sala de controle. Servindo sob Diatlov, estavam Aleksandr Akimov, chefe do turno da noite, e Leonid Toptunov, operador responsável pelo sistema de regime de operações do reator, função que incluía a movimentação das hastes de controle. Toptunov era um engenheiro jovem que havia trabalhado independentemente como engenheiro sênior por aproximadamente três meses.

### Queda inesperada da energia do reator

Diagrama mostrando o funcionamento de um reator

O teste exigia uma redução gradual da energia de saída do reator nº 4 para um nível térmico de 700–1 000 MW e uma potência de 720 MW foi alcançada por volta de 00h05 de 26 de abril de 1986. Devido à produção de um subproduto de fissão no reator, o xenônio-135, que é um absorvedor de nêutrons que inibe a reação em cadeia, o poder do núcleo continuou a diminuir na ausência de ação adicional do operador, gerando um processo conhecido como "envenenamento de reator". Em procedimento padrão, isso é evitado com a queima rápida de xenônio-135 até ele se tornar o altamente estável xenônio-136. Com a potência do reator diminuída, quantidades elevadas previamente produzidas de iodo-135 estavam decaindo em xenônio-135, para o absorvedor de nêutrons, mais rápido do que o agora reduzido fluxo de nêutrons poderia queimar.
Quando a potência havia baixado para aproximadamente 500 MW, o controle do reator havia sido mudado para um modo diferente para manter manualmente o nível de energia. Nesse momento, a potência cai até um estado inesperado de quase desligamento do reator, com uma potência de 30 MW termais ou menos. As circunstâncias exatas que causaram a queda de energia são desconhecidas pois Aleksandr Akimov e Leonid Toptunov, engenheiros nucleares que, sob a supervisão de Anatoly Diatlov, foram peças centrais na condução do teste, morreram de envenenamento radioativo; relatórios iniciais colocavam a culpa do desastre em um erro de Toptunov, mas essa hipótese foi descartada, levando em conta, principalmente, os problemas técnicos na usina.
O reator estava produzindo cerca de 5% do nível mínimo de potência inicial prescrito para o teste. Essa baixa reatividade inibiu a queima do xenônio-135 dentro do núcleo do reator e impediu o aumento da potência. Os funcionários na sala de controle tiveram que subir a potência desconectando a maioria das hastes de controle do reator do sistema de regulação de controle automático das hastes e extraíram manualmente a maioria das hastes para os seus limites superiores com o objetivo de promover a reatividade e neutralizar o efeito do envenenamento do reator. Vários minutos se passaram entre a extração das hastes e o ponto em que a potência começou a aumentar, até posteriormente se estabilizar em 160–200 MW.
Entre as 00:35 e 00:45, sinais de alarme de emergência relativos aos parâmetros da hidráulica térmica foram ignorados, aparentemente para preservar a potência baixa do reator. O motivo dessa desconsideração pelos alarmes de segurança não é conhecido. Supostamente, Anatoly Diatlov, o vice engenheiro-chefe da usina, pressionou os seus funcionários para prosseguir com o teste apesar dos problemas aparentes, chegando a ameaçar de demissão aqueles que expressavam alguma objeção.
O fluxo excedeu o limite permitido às 01h19, acionando um alarme de baixa pressão de vapor nos separadores de vapor. Ao mesmo tempo, o fluxo extra de água reduziu a temperatura geral do núcleo e reduziu os vazios de vapor existentes no núcleo e nos separadores de vapor. Como a água é um absorvedor de nêutrons fraco (e a maior densidade da água líquida faz com que seja um absorvedor melhor do que o vapor), a ativação das bombas adicionais diminuiu a potência do reator. A equipe respondeu a isto desligando as duas bombas de circulação para reduzir o fluxo de água de alimentação, em um esforço para aumentar a pressão do vapor, e removendo manualmente mais hastes de controle para manter a energia.

## Acidente

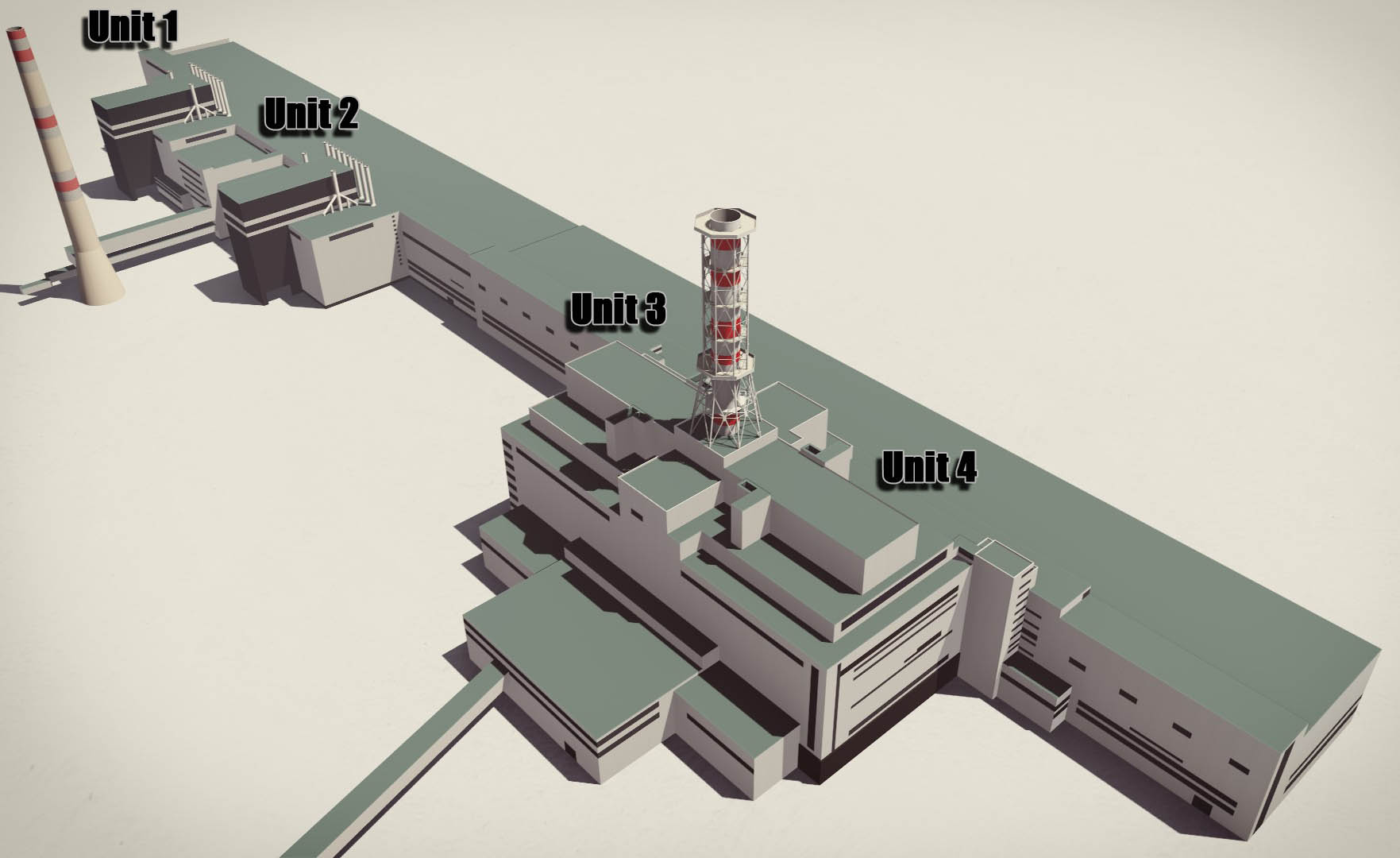
Panorama da Usina Nuclear de Chernobil antes da explosão do reator 4

O desastre começou durante um teste em 26 de abril de 1986 no reator 4 da Usina Nuclear V. I. Lenin, perto de Pripiate e nas proximidades da fronteira administrativa com a Bielorrússia e o rio Dnieper. Houve um pico repentino e inesperado de energia. Quando os operadores tentaram um desligamento de emergência, ocorreu um aumento muito maior na produção de energia. Este segundo pico levou a uma ruptura do vaso do reator e a uma série de explosões de vapor. Esses eventos expuseram o moderador de grafite do reator ao ar, fazendo com que ele se inflamasse. Na semana seguinte, o incêndio resultante enviou longas plumas de pó altamente radioativo para a atmosfera, causando a precipitação radioativa em uma extensa área geográfica, incluindo Pripiat. As plumas percorriam grandes partes da União Soviética e da Europa. De acordo com dados oficiais pós-soviéticos, cerca de 60% delas atingiram a Bielorrússia.
Trinta e seis horas após o acidente, as autoridades soviéticas estabeleceram uma zona de exclusão de 10 quilômetros, que resultou na rápida evacuação de 49 mil pessoas, principalmente de Pripiat, o centro populacional mais próximo. Durante o acidente o vento mudou de direção; o fato de as diferentes plumas do reator terem diferentes proporções de radioisótopos indica que as taxas relativas de liberação de diferentes elementos do local estavam mudando.
Como as plumas e a precipitação subsequente continuaram a ser geradas, a zona de evacuação foi aumentada de 10 km para 30 km cerca de uma semana após o acidente. Outras 68 mil pessoas foram evacuadas, inclusive da própria cidade de Chernobil. O levantamento e a detecção de pontos isolados de precipitação fora desta zona ao longo do ano resultaram na evacuação de outras 135 mil pessoas. Entre os anos de 1986 e 2000 o número total de pessoas permanentemente reassentadas das áreas mais severamente contaminadas triplicou para cerca de 350 mil pessoas.
O acidente levantou as já crescentes preocupações sobre os reatores de fissão em todo o mundo e, embora a maior preocupação fosse sobre aqueles com projetos parecidos, centenas de propostas diferentes de reatores nucleares, incluindo aquelas em construção em Chernobil, como os reatores 5 e 6, foram canceladas. Com a questão mundial sendo em grande parte devido ao aumento dos custos dos novos padrões de segurança dos reatores nucleares e aos custos legais e políticos em lidar com a opinião pública cada vez mais hostil e ansiosa, houve uma queda abrupta na taxa de novas inaugurações depois de 1986.
O acidente também levantou preocupações sobre a cultura de segurança na energia nuclear soviética, desacelerando o crescimento da indústria e forçando o governo soviético a se tornar menos sigiloso sobre seus procedimentos. O encobrimento do desastre de Chernobil foi um catalisador para a glasnost, que "pavimentou o caminho para as reformas que levaram ao colapso soviético".

### Desligamento do reator e excursão de energia
Às 01:23:40, conforme registrado pelo sistema de controle centralizado da SKALA, foi iniciado um scram (desligamento de emergência) do reator quando o experimento foi encerrado. O desligamento provavelmente se deu após o botão "AZ-5" (que acionava o desligamento de emergência do reator nuclear efetuado pelo encerramento imediato da reação de fissão) ter sido pressionado. Este mecanismo seria usado até mesmo para desligar rotineiramente o reator após o experimento de manutenção e o scram provavelmente precedeu o aumento acentuado de potência.:13 No entanto, o motivo exato pelo qual o botão AZ-5 foi pressionado é incerto, pois apenas os falecidos Akimov e Toptunov participaram dessa decisão, embora a atmosfera na sala de controle estivesse calma naquele momento.:85 Subsequentemente, os designers do RBMK afirmaram que o botão deve ter sido pressionado somente depois que o reator já começou a se autodestruir.:578

Um pequeno videoclipe da sala, do corpo e do sistema de tubos de um reator nuclear RBMK

A inserção das hastes de controle no reator inicialmente deslocou água na porção inferior do reator com grafite moderador de nêutrons. Assim, um scram de emergência aumentou inicialmente a taxa de reação em cadeia na parte inferior do núcleo.:4 Esse comportamento foi descoberto quando a inserção inicial das hastes de controle em outro reator RBMK na Usina Nuclear de Ignalina, em 1983, induziu a um pico de energia. Contramedidas processuais não foram implementadas em resposta ao incidente de Ignalina; mais tarde, o INSAG-7 declarou: "Aparentemente, havia uma visão generalizada de que as condições sob as quais o efeito positivo do scram seria importante nunca ocorreriam. No entanto, elas apareceram em quase todos os detalhes no curso das ações que levaram ao acidente".:13
Alguns segundos depois, ocorreu um pico de energia e o núcleo superaqueceu, causando a fratura de algumas barras de combustível nuclear e bloqueando as barras de controle, com os deslocadores de água de grafite ainda na parte inferior do núcleo. Em três segundos, a saída e energia do reator subiu acima de 530 MW.:31 Os eventos subsequentes não foram registrados por instrumentos, mas reconstruídos através de simulação matemática. Pela simulação, o pico de energia teria causado um aumento na temperatura do combustível e no acúmulo de vapor, levando a um rápido aumento na pressão do vapor. Isto causou a falha do revestimento do combustível, liberando os elementos deste combustível no líquido de refrigeração e rompendo os canais nos quais esses elementos estavam localizados.

### Explosões de vapor
Quando o scram foi iniciado, a saída de energia do reator saltou para cerca de 30 mil MW térmicos, a última leitura indicada no medidor de energia no painel de controle e 10 vezes a sua saída operacional normal. Alguns, no entanto, estimam que o pico de energia pode ter sido 10 vezes maior que isto. Não foi possível reconstruir a sequência precisa dos processos que levaram à destruição do reator e do prédio da unidade de energia, mas uma explosão de vapor, como a explosão de uma caldeira por excesso de pressão, parece ter sido o evento seguinte. Existe um entendimento geral de que foi a pressão explosiva do vapor dos canais de combustível danificados que escapou para a estrutura de resfriamento externa do reator e causou a explosão que destruiu o revestimento dele, arrancando e explodindo a placa superior chamada de "escudo biológico superior", onde todo o conjunto do reator é preso, através do telhado do edifício. Acredita-se que esta seja a primeira explosão que muitos ouviram.:366
Uma segunda explosão mais poderosa ocorreu cerca de dois ou três segundos após a primeira; essa explosão dispersou o núcleo danificado e efetivamente encerrou a reação em cadeia nuclear. Essa explosão também comprometeu ainda mais o vaso de contenção do reator e ejetou pedaços quentes dos grafites moderadores. Os canais demolidos ainda nos restos do reator e os grafites pegaram fogo com a exposição ao ar, contribuindo grandemente para a propagação de precipitação radioativa e a contaminação de áreas periféricas.
De acordo com observadores do lado de fora da Unidade 4, pedaços de material em chamas e faíscas foram lançadas ao ar acima do reator. Alguns deles caíram no telhado da sala das máquinas e começaram um incêndio. Cerca de 25% dos blocos de grafite em brasa e material superaquecido dos canais de combustível foram ejetados. Partes dos blocos de grafite e canais de combustível estavam fora do edifício do reator. Como resultado do dano ao edifício, um fluxo de ar através do núcleo foi estabelecido pela alta temperatura do núcleo. O ar incendiou o grafite quente e iniciou um incêndio.:32
Após a explosão maior, vários funcionários da usina saíram para ter uma visão mais clara da extensão dos danos. Um desses sobreviventes, Alexander Yuvchenko, conta que, assim que saiu e olhou para a sala do reator viu um feixe de luz azul "muito bonito", semelhante a laser, causado pelo brilho do ar ionizado que parecia "inundar o infinito".
Inicialmente, havia várias hipóteses sobre a natureza da segunda explosão. Uma versão era de que a segunda explosão foi causada pela combustão de hidrogênio, produzida pela reação de vapor de zircônio superaquecido ou pela reação de grafite incandescente com vapor que produzia hidrogênio e monóxido de carbono. Outra hipótese, de Checherov, publicada em 1998, era que a segunda explosão foi uma explosão térmica do reator como resultado da fuga incontrolável de nêutrons causada pela perda completa de água no núcleo do reator.

### Hipótese de explosão nuclear
A força da segunda explosão e a proporção de radioisótopos de xenônio liberados após o acidente (uma ferramenta vital na investigação forense nuclear) indicaram a Iuri V. Dubasov, em uma publicação de 2009, que a segunda explosão poderia ter sido um transiente de energia nuclear resultante do derretimento do material do núcleo na ausência de seu refrigerante e moderador de água, o que permitiu uma perigosa condição de fuga de "feedback positivo", dada a falta de paradas passivas de segurança, como o alargamento Doppler, quando os níveis de energia começam a aumentar acima do nível comercial.
As evidências para essa hipótese se originam em Tcherepovets, no oblast de Vologda, Rússia, 1 000 km a nordeste de Chernobil. Físicos do Instituto Radiológico V.G. Khlopin, em Leningrado, mediram níveis anômalos de xenônio-135 - um isótopo de meia-vida - em Tcherepovets quatro dias após a explosão, mesmo quando a distribuição geral estava espalhando a radiação para o norte na Escandinávia. Pensa-se que um evento nuclear no reator possa ter aumentado o xenônio para níveis mais altos na atmosfera, o que moveu o xenônio para esse local.
Apesar dessa excursão de potência com feedback positivo, que aumentou até o reator se desmontar por meio de sua energia interna e explosões de vapor externas, ser a explicação mais aceita para a causa das explosões, Dubasov argumenta que um ponto crítico imediato ocorreu, com a física interna sendo mais semelhante à explosão de uma arma nuclear fracassada, o que teria produzido a segunda explosão.
Essa hipótese do fracasso nuclear, na maior parte defendida por Dubasov, foi examinada ainda mais em 2017 pelo físico aposentado Lars-Erik De Geer em uma análise que coloca o evento do fracasso hipotético como a causa mais provável da primeira explosão, não da segunda. A segunda explosão, mais energética e que produziu a maior parte dos danos, foi estimada por Dubasov em 2009 como equivalente a 40 bilhões de joules de energia, o equivalente a cerca de 10 toneladas de TNT. As análises de 2009 e 2017 argumentam que o evento de fracasso nuclear, que teria produzido a segunda ou a primeira explosão, consistiu em uma reação em cadeia rápida (em oposição ao consenso da reação em cadeia mediada por nêutrons) que foi limitada a uma pequena porção do reator núcleo, uma vez que a auto-desmontagem esperada ocorre rapidamente em eventos de desintegração.
Lars-Eric De Geer comentou:

"Acreditamos que explosões nucleares mediadas por nêutrons térmicos na parte inferior de vários canais de combustível no reator fizeram com que um jato de detritos disparasse para cima através dos tubos de reabastecimento. Esse jato bateu os plugues de 350 kg dos tubos, continuou através do teto e viajou na atmosfera, a altitudes de 2,5 a 3 km, onde as condições climáticas forneceram uma rota até Tcherepovets. A explosão de vapor que rompeu o compartimento do reator ocorreu cerca de 2,7 segundos depois."

## Gerenciamento da crise

### Combate aos incêndios
Contrário ao regulamento de segurança, betume, um material combustível, foi utilizado na construção do teto do prédio do reator e no salão da turbina. O material ejetado acendeu pelo menos cinco incêndios no telhado do reator adjacente Nº 3, que ainda estava em operação. Era imperativo apagar estes incêndios e proteger o sistema de resfriamento do reator nº 3. Dentro deste reator, o chefe do turno da noite, Yuri Bagdasarov, queria desliga-lo imediatamente, mas o engenheiro-chefe Nikolai Fomin não permitiu. Os operadores da usina receberam respiradores e tabletes de iodeto de potássio e então foram instruídos a continuar trabalhando. As 05h00, Bagdasarov decidiu desligar o Reator 3, deixando para trás apenas os trabalhadores responsáveis pelo sistema de refrigeração de emergência.
Cerca de vinte minutos após o acidente, por volta das 01h45, os bombeiros começaram a chegar ao complexo da usina. Os primeiros bombeiros a chegar eram da unidade liderada pelo tenente Volodymyr Pravik. Eles não foram informados a respeito do quão perigoso a radioatividade do local era, na fumaça e dos destroços, e muitos pensavam que era apenas um incêndio superficial comum, talvez de uma falha elétrica. O tenente Pravik faleceu em 9 de maio de 1986, treze dias após o acidente, como consequência do envenenamento por radiação. Grigori Khmel, um dos motoristas dos caminhões de bombeiros, descreveu o que aconteceu:

Nós chegamos uns 10 ou 15 minutos antes das duas da manhã ... Nós vimos grafite espalhado pelo chão. Misha (um bombeiro) perguntou: "Isso é grafite?" Eu chutei [o objeto] para o lado. Mas um dos bombeiros de outro caminhão pegou o grafite com a mão. "Está quente", ele disse. Os pedaços de grafite eram de tamanhos diferentes, alguns grandes, outros pequenos, o bastante para pega-los [...] Nós não sabiamos muito sobre radiação. Mesmo aqueles que trabalhavam lá não tinham ideia. Não havia mais água nos caminhões. Misha encheu uma cisterna e nós miramos a água no teto. E então os garotos que morreram foram ao teto — Vashchik, Kolya e outros, e Volodya Pravik [...] Eles subiram a escada... e eu nunca mais os vi novamente.

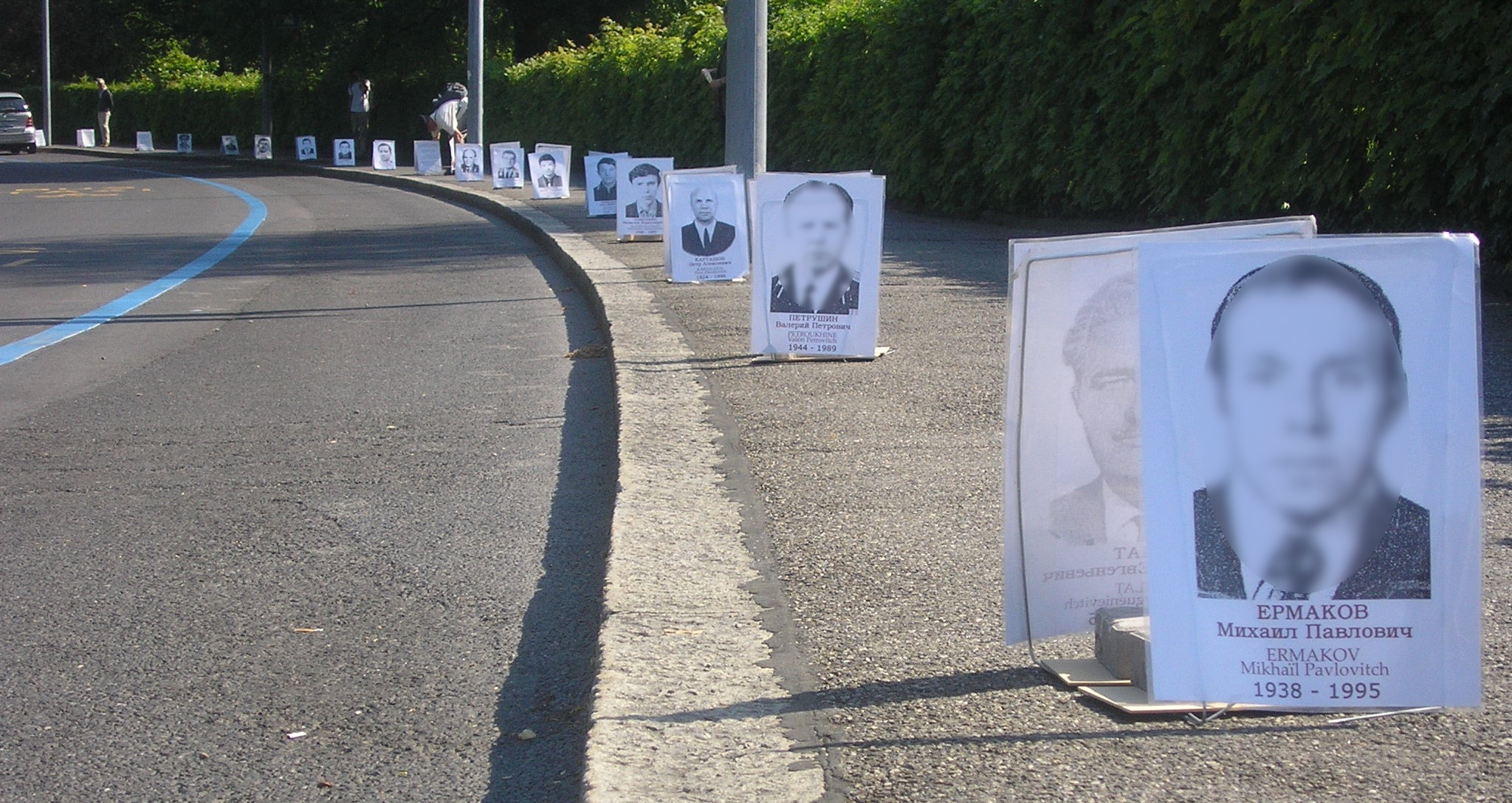
Cartazes com rostos de liquidadores que morreram como consequência do desastre em Chernobil

Anatoly Zakharov, um bombeiro estacionado em Chernobil desde 1980, ofereceu uma descrição diferente, em 2008: "Eu lembro de brincar com os outros, 'Deve haver uma quantidade incrível de radiação aqui. Teremos sorte se ainda estivermos vivos pela manhã'". Ele também afirmou: "É claro que nós sabíamos! Se tivéssemos seguido os regulamentos, nós nunca teríamos chegado perto do reator. Mas era uma obrigação moral — nosso dever. Eramos como kamikaze."
A prioridade imediata era extinguir os focos de incêndio no teto da estação e na área ao redor do prédio contendo o reator 4 (que explodiu) para proteger o reator 3 e manter o seu sistema de resfriamento intacto. Os incêndios superficiais já haviam sido extinguidos por volta das 5h00 da manhã, mas a essa altura muitos dos bombeiros já tinham recebido doses letais de radiação. Já o fogo dentro do reator 4 continuou até 10 de maio de 1986; é possível que metade do grafite do reator tenha queimado até virar cinzas.
Na época, acreditava-se que o fogo do reator tivesse sido apagado por um efeito combinado dos helicópteros que jogaram mais de cinco mil toneladas métricas de areia, chumbo, argila e boro absorvente de neutros no reator em chamas. Atualmente é sabido que nada que absorvesse os nêutrons conseguiu penetrar no núcleo. Historiadores estimam que ao menos 600 pilotos soviéticos tiveram que sobrevoar o reator, arriscando-se a receber altas doses de radiação, fazendo centenas de voos para cobrir o reator 4.
Testemunhas oculares dos bombeiros ouvidos antes que eles morressem (como reportado pela série de tv da CBC, Witness) relataram suas descrições da tragédia, com um bombeiro descrevendo sua experiência com a radiação como "tendo gosto de metal" e também sentindo algo similar a ter alfinetes e agulhas perfurando a pele do seu rosto. Estes relatos eram similares ao descrito por Louis Slotin, um físico do Projeto Manhattan que morreu após receber uma dose letal de radiação durante um acidente crítico.

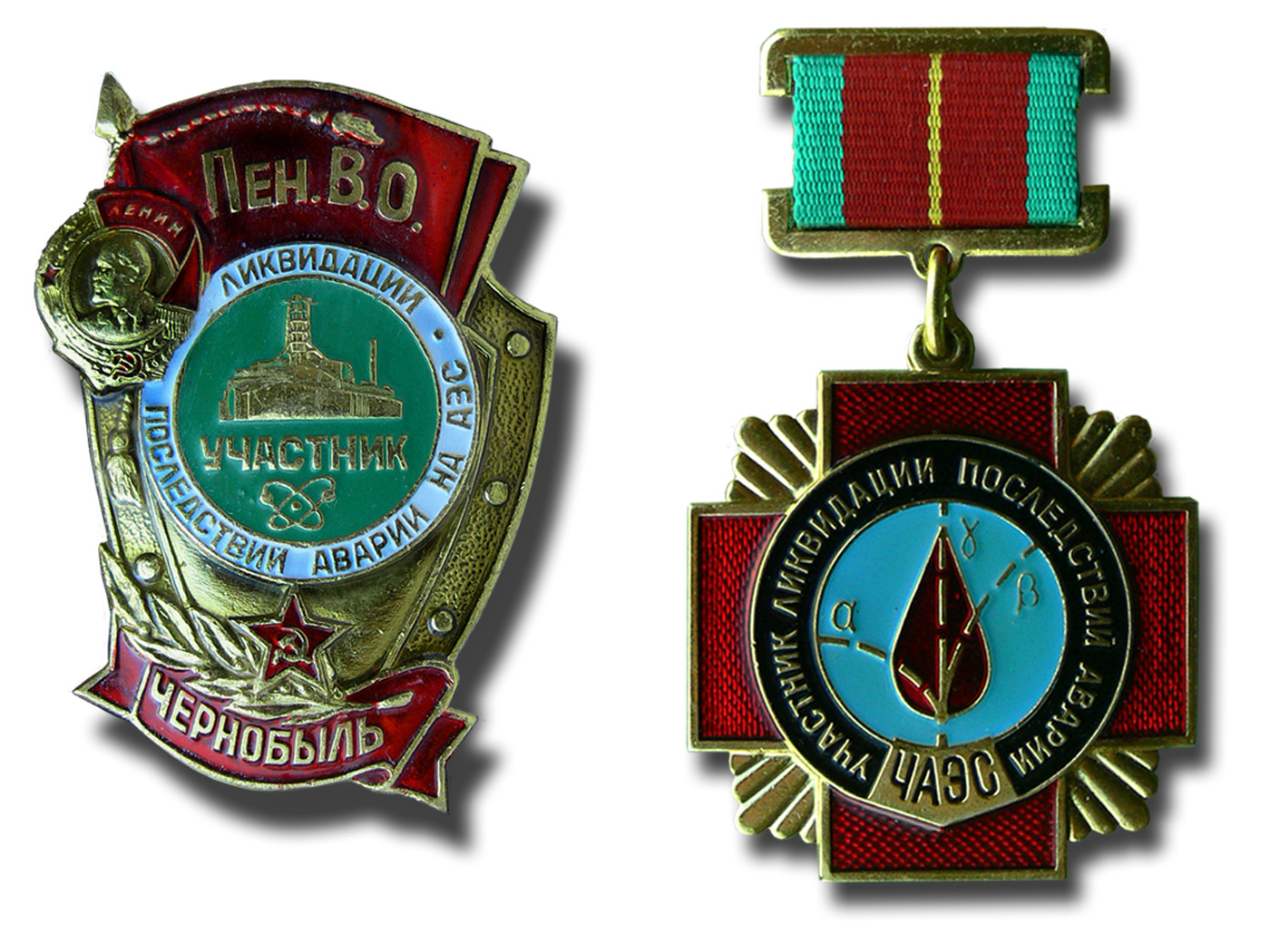
Medalha dada aos liquidadores de Chernobil pelo governo soviético.

A explosão e o fogo jogaram no ar partículas de combustível nuclear e outros mais perigosos produtos de fissão, além de isótopos radioativos como césio-137, iodo-131, estrôncio-90 e outros radionuclídeos. Os moradores das áreas circundantes observaram a nuvem radioativa na noite da explosão.
Para lidar com várias questões como os destroços e outros produtos contaminados, os soviéticos utilizaram, inicialmente, várias escavadoras controladas remotamente e carros-robô para detectar a radiação e jogar fora destroços radioativos, mas essas iniciativas falharam em sua maioria. Valery Legasov, primeiro diretor assistente do Instituto Kurchatov de Energia Nuclear de Moscou, disse em 1987: "Mas nós aprendemos que os robôs não são o grande remédio para tudo. Onde havia radiação muito alta, o robô deixou de ser um robô — os eletrônicos paravam de funcionar".

### Níveis de radiação
Os níveis de radiação ionizante nas áreas mais afetadas no prédio do reator foram estimadas em 5,6 roentgens por segundo (R/s), o equivalente a 20 mil roentgens por hora. Uma dose letal de radiação é equivalente a 500 roentgens (ou ~5 Gray (Gy) em unidades modernas) por um período de cinco horas. Muitos trabalhadores da usina receberam quase cinco vezes a dose letal de radiação, absorvendo-a totalmente em menos de um minuto. Um dosímetro capaz de medir até 1 000 R/s foi enterrado debaixo dos escombros do prédio colapsado e outro falhou ao ser ligado. Todos os demais dosímetros só tinham alcance de medir 0,001 R/s e mostravam apenas a leitura de "medição além da escala". Assim, os trabalhadores na área do reator tinham conhecimento de contaminação de apenas 3,6 R/h, embora em muitas áreas a radiação fosse extremamente superior a isso.

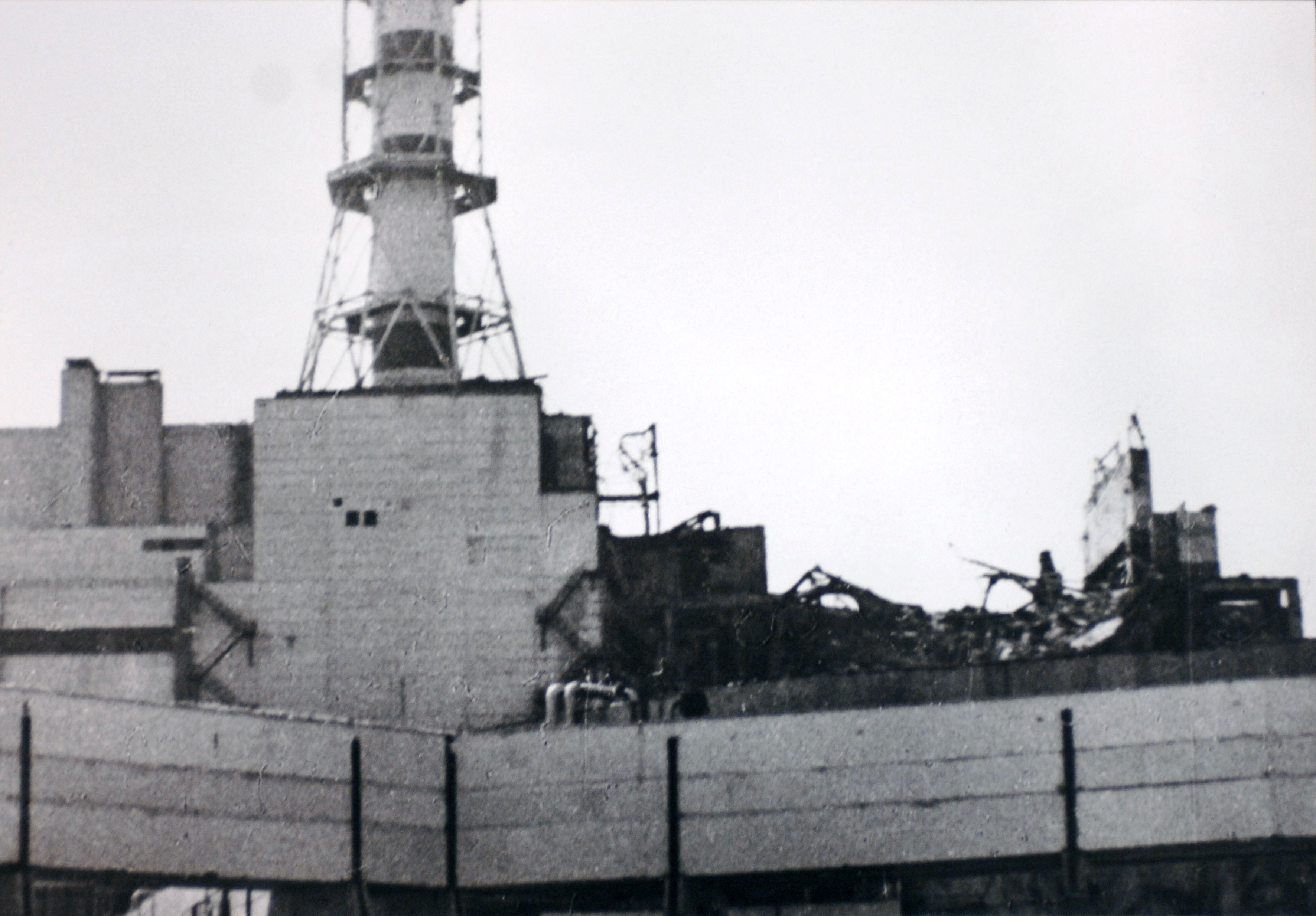
Reator n.º 4 após o incêndio ter sido controlado

Devido às imprecisas baixas leituras, Aleksandr Akimov, o chefe dos trabalhadores da área do reator, assumiu que o reator 4 estava provavelmente intacto. As evidências de pedaços de grafite e combustível nuclear espalhados pelo prédio foram ignoradas, e novas medições, que começaram a chegar por volta das 04h30, mostrando níveis de radiação mais altas foram também ignoradas pois foi assumido que o equipamento estava defeituoso, explicando assim a discrepância nas medições. Akimov permaneceu com seus companheiros na sala de controle no prédio do reator até a manhã, enviando subordinados para tentar continuar a mandar água para o reator, fazendo isso possivelmente sob ordens de Anatoly Diatlov, o vice engenheiro–chefe da usina de Chernobil. Nenhum dos trabalhadores da sala de controle utilizou qualquer equipamento de proteção. A maioria deles, incluindo Akimov, morreram dentro de três semanas como consequência de envenenamento por radiação. Diatlov, que supervisionou o teste que levou ao acidente, inicialmente estava em negação que o reator explodiu. Ele disse, posteriormente, que essa era uma opinião generalizada entre a equipe na sala de controle. Ao deixar o prédio, Diatlov foi se reportar diretamente a Nikolai Fomin (engenheiro chefe da usina) e Viktor Bryukhanov (diretor da usina), onde ressaltou aos dois que o núcleo do reator estava intacto. Bryukhanov reuniu os representantes do Partido em Pripiate e informou o Comitê Central do ocorrido, tentando se eximir de culpa e afirmando que o desastre não foi tão ruim quanto parecia. Ele foi afastado do seu cargo menos de 24 horas após o acidente, junto com Fomin, enquanto Diatlov foi enviado para o hospital com sintomas de síndrome aguda da radiação. Os três sobreviveram e seriam responsabilizados pelo acidente de Chernobil.

### Evacuação

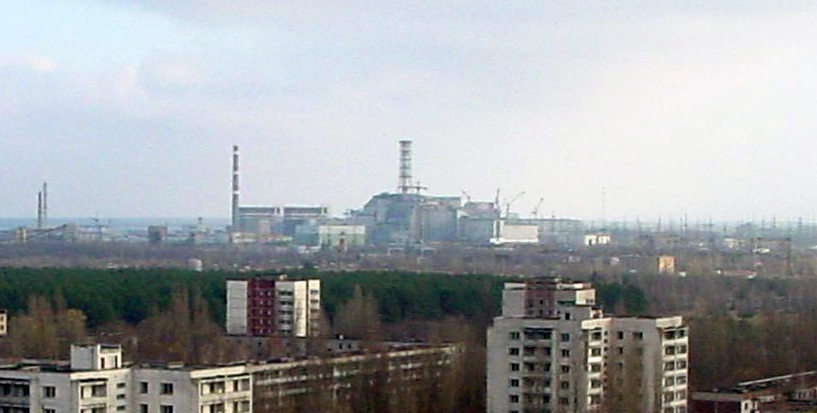
Pripiate com a Usina Nuclear de Chernobil no fundo

A cidade de Pripiate, vizinha a usina, não foi evacuada imediatamente. A população local, na noite do acidente, continuava com suas vidas normalmente, completamente alheios ao que estava ocorrendo. Contudo, nas horas posteriores a explosão, algumas pessoas começaram a ficar doentes. Foi reportado que muita gente em Pripiat passou a sofrer de fortes dores de cabeça e a sentir gosto metálico na boca, junto com graves tosses e vômitos. Como a usina era administrada pelo pessoal de Moscou, o governo ucraniano não foi prontamente notificado do acidente.
Valentyna Shevtchenko, a Presidente do Verkhovna Rada, o Soviete Supremo da Ucrânia Soviética, relembrou que o ministro interino do interior ucraniano, Vasyl Durdynets, telefonou para ela às 09h00 da manhã para informá-la dos eventos atuais; apenas no final da conversa ele a informou do incêndio na Usina de Chernobil, mas afirmou que havia sido controlado e que tudo havia retornado ao normal. Quando Shevtchenko perguntou "Como está o povo?", ele respondeu que não havia nada para se preocupar: "Alguns estão celebrando casamentos, outros cuidando do jardim e outros pescando no Rio Pripiat". Shevchenko então falou ao telefone com Volodymyr Shtcherbytsky, chefe do Comitê Central do Partido Comunista Ucraniano e o de facto chefe de Estado da Ucrânia Soviética, quando informou que esperava que uma comissão, sob comando de Boris Shcherbina, vice-presidente do Conselho de Ministros da União Soviética, fosse formada e enviada para Pripiat.
A comissão de gestão da crise foi estabelecida na tarde do dia do acidente para investigar o ocorrido. A comissão foi formada por Boris Shcherbina, sob instruções do premier Mikhail Gorbatchov; o grupo de cientistas era encabeçado por Valeri Legasov, diretor assistente do Instituto Kurchatov, e incluía proeminentes cientistas, como o especialista nuclear Evgeny Velikhov, o hidro-meteorologista Iuri Izrael, o radiologista Leonid Ilin, entre outros. Eles voaram para o Aeroporto Internacional de Boryspil e chegaram na usina na noite de 26 de abril. Nessa altura, duas pessoas já tinham morrido e outras 52 haviam sido hospitalizadas com envenenamento radioativo. A delegação logo obteve ampla evidência de que o reator havia sido destruído e que altos níveis de radiação estavam sendo despejados na atmosfera, levando a incontáveis contaminações. Nas primeiras horas da manhã de 27 de abril, aproximadamente 36 horas após a explosão, foi ordenada a evacuação de Pripiat. Foi planejado inicialmente que a cidade ficaria desabitada por apenas três dias; mais tarde esta decisão se tornou permanente.
Às 11h00 de 27 de abril, frotas de ônibus começaram a chegar em Pripiat para a evacuação. Os cidadãos começaram a ser retirados às 14h00 e foram informados que eles tinham apenas alguns minutos para evacuar e podiam levar pouquíssimos pertences por pessoa. O anúncio traduzido ficou assim:

Para a atenção dos moradores de Pripiat! O Conselho da Cidade informa que devido ao acidente na Usina de Força de Chernobil na cidade de Pripiat as condições radioativas nas cercanias estão deteriorando. O Partido Comunista, suas autoridades e forças armadas estão dando os passos necessários para combater isso. Mesmo assim, com o propósito de manter o povo seguro e saudável o quanto possível, as crianças sendo prioridade máxima, nós precisamos evacuar os cidadãos para as cidades mais próximas da região de Kiev. Por essas razões, começando em 27 de abril de 1986, 14h00, cada bloco de apartamento terá um ônibus à sua disposição, supervisionado pela polícia e autoridades da cidade. É altamente recomendável levar com vocês seus documentos, alguns pertences pessoais vitais e uma certa quantidade de comida, como precaução. Os executivos seniores das instalações públicas e industriais da cidade definiram uma lista de empregados que são necessários para ficar em Pripiat para manter as instalações em boa ordem de trabalho. Todas as casas serão guardadas por policiais durante o período da evacuação. Camaradas, deixando suas residências temporariamente, por favor se assegurem de terem desligado suas luzes, equipamentos elétricos e água e fechado todas as janelas. Por favor, mantenham a calma e a ordem no processo dessa evacuação de curto prazo.

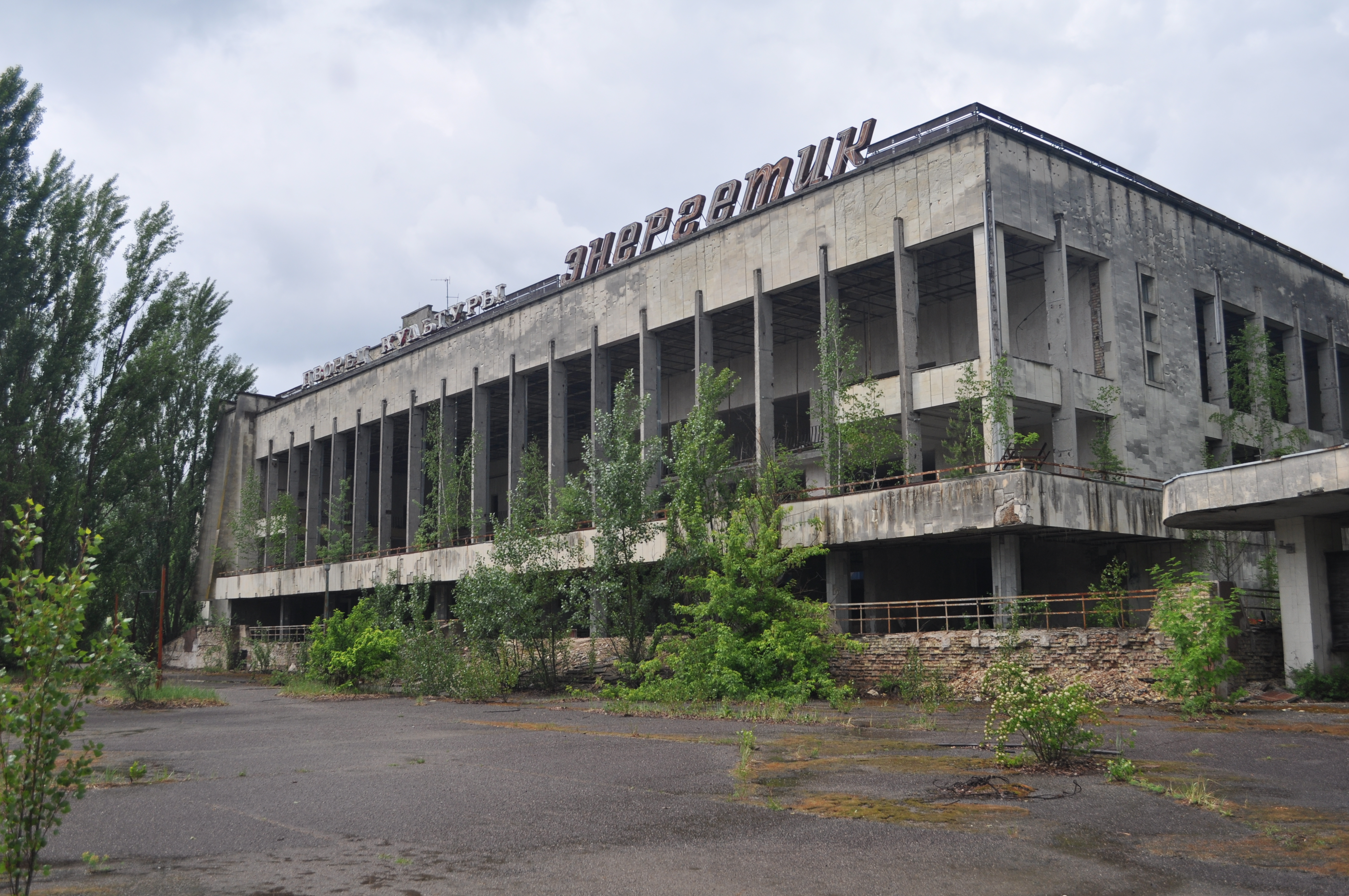
O abandonado Palácio da Cultura Energetik, um dos símbolos da antiga cidade.

Para agilizar a evacuação, os residentes foram instruídos para levar apenas o necessário, dizendo-lhes que ficariam longe por apenas três dias. Como resultado, a maioria das pessoas deixou para trás boa parte dos seus bens pessoais, muitos dos quais permanecem lá até os dias atuais. Às 15h00, cerca de 53 mil pessoas já haviam sido evacuadas para vilarejos próximos na região de Kiev. No dia seguinte, começaram planos para expandir as evacuações em uma área de mais de 10 km. Dez dias após o acidente, a zona de evacuação foi expandida novamente para englobar 30 km. Foi então implementada a Zona de exclusão de Chernobil, que permanece até os dias atuais, embora seu formato e tamanho tenham sido expandidos com o tempo.
Ao todo, cerca de 135 mil pessoas foram evacuadas de forma permanente de Pripiat e das zonas vizinhas. Entre 1986 e 2000, o realocamento permanente afetou cerca de 350 mil pessoas dentro do Oblast de Kiev devido ao desastre de Chernobil.

### Anúncio tardio
A evacuação de Pripiat começou antes da União Soviética reconhecer formalmente o acidente. Na manhã de 28 de abril, os níveis de radiação ficaram tão altos que foram detectados na Central nuclear de Forsmark, na Suécia, a mais de mil quilômetros de distância de Chernobil. Os trabalhadores de Forsmark reportaram o caso para a Autoridade Sueca de Segurança Radiológica, que determinou que a radiação se originou em outro lugar. No mesmo dia, o governo sueco contatou a liderança política soviética em Moscou perguntando se houve algum acidente nuclear no território da União Soviética. Os soviéticos inicialmente negaram qualquer incidente, mas quando os suecos sugeriram que iriam registrar um alerta oficial junto à Agência Internacional de Energia Atômica, o governo soviético admitiu ao mundo o acidente que aconteceu em Chernobil.

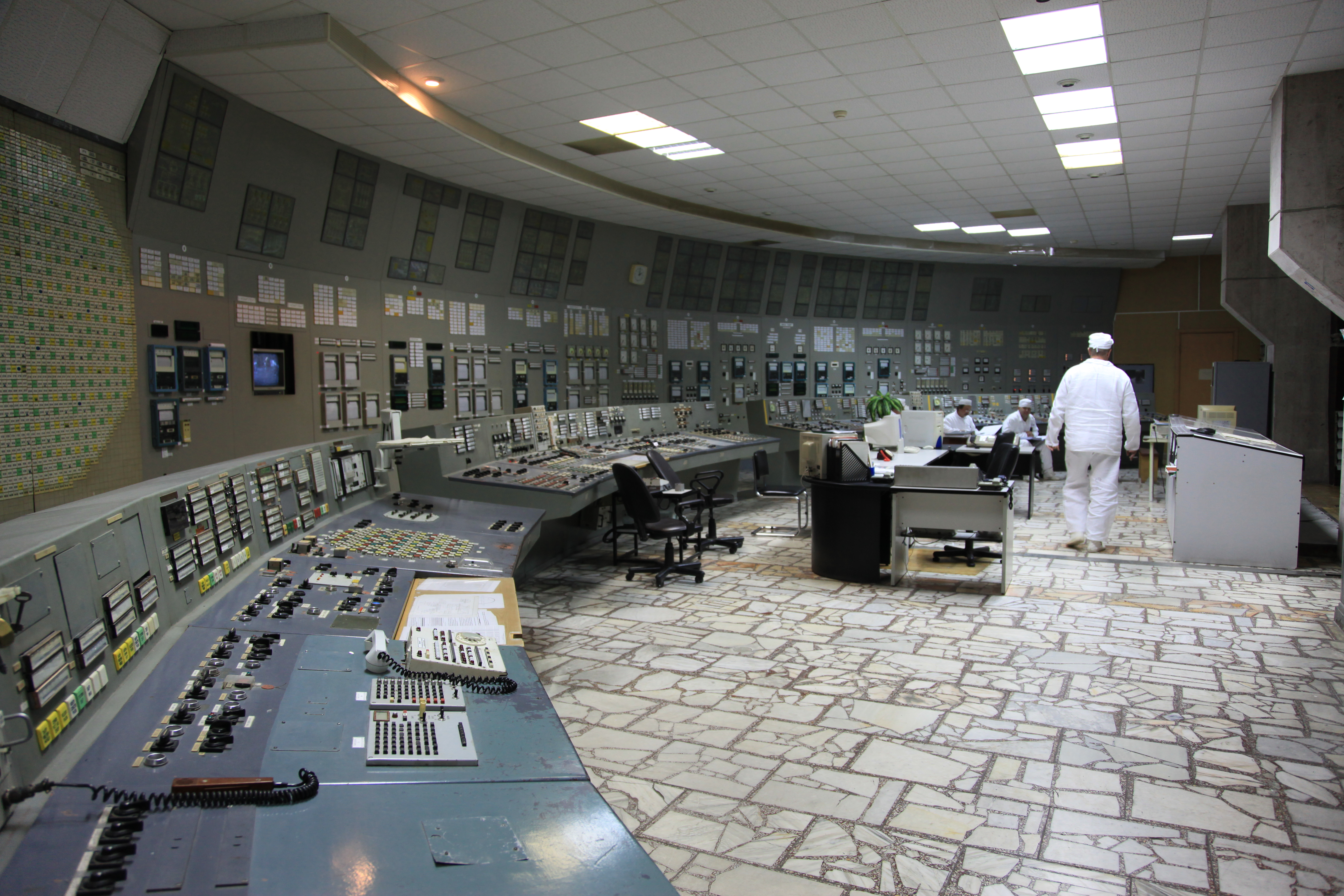
Sala de controle da usina

A princípio, os soviéticos afirmaram que o acidente tinha sido "pequeno", mas após eles terem evacuado cem mil pessoas da região, a comunidade internacional finalmente passou a tomar conhecimento da magnitude da situação. Às 21h02 de 28 de abril, o governo soviético emitiu, em rede nacional de televisão, seu primeiro pronunciamento oficial sobre o desastre. O anúncio tardio durou aproximadamente 20 segundos e foi lido no programa de TV Vremya: "Houve um acidente na Usina Nuclear de Chernobil. Um dos reatores nucleares foi danificado. Os efeitos do acidente estão sendo remediados. Tem sido dada assistência para as pessoas afetadas. Foi criada uma comissão de investigação." Esta foi toda a mensagem. A agência de notícias TASS então discutiu sobre o Acidente de Three Mile Island e outros desastres nucleares em solo americano, um exemplo comum da tática soviética conhecida como whataboutism (uma versão da falácia do Tu quoque). Contudo, o anúncio de que uma comissão de gestão de crise havia sido criada indicou, para observadores externos, a seriedade do acidente, e subsequentes mensagens foram substituídas por música clássica, um método comum pra preparar o público para o anúncio de uma tragédia.
Ao mesmo tempo, a ABC News divulgou seu próprio relatório sobre o desastre. A agência de notícias americana UPI afirmou, inicialmente, que duas mil pessoas teriam morrido, citando uma fonte dentro de Pripiat. O governo soviético negou e afirmou que apenas duas pessoas tinham morrido nas primeiras vinte e quatro horas do acidente. Ambos os lados da Guerra Fria, seguindo a "teoria dos jogos", tentavam pintar o outro lado da pior maneira possível.
Valentyna Shevchenko foi a primeira autoridade ucraniana a visitar o local do desastre, em 28 de abril. Ela então conversou com a equipe médica e com pessoas da cidade, que estavam calmas e esperavam retomar a vida normal em suas casas. Shevchenko retornou para seu lar à meia-noite, parando num posto de controle radiológico em Vilcha, um dos primeiros do seu tipo instalados na região após o desastre.
Houve uma notificação de Moscou de que não havia motivo para adiar as celebrações do Dia do Internacional do Trabalhador em 1 de maio em Kiev (incluindo os desfiles), mas em 30 de abril houve uma reunião do Comitê Central do Partido Comunista ucraniano para discutir os planos da parada do Dia do Trabalhador. Cientistas reportaram que o nível radiológico medido em Kiev estava normal. Na reunião, que terminou às 18h00, foi decidido que as celebrações seriam encurtadas de quatro horas para menos de duas. Vários prédios em Pripiat foram mantidos abertos para serem usados pelos trabalhadores da usina. Entre esses prédios estavam a fábrica Júpiter, fechada oficialmente em 1996, e o complexo da Piscina Azure, fechado em 1998, ambas utilizadas pelos Liquidadores de Chernobil.

### Risco de mais explosões

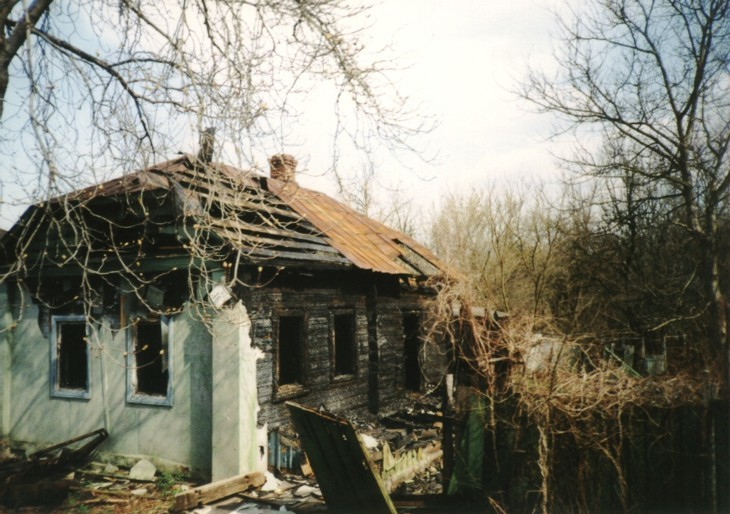
Vila abandonada nos arredores do acidente

Dois andares de piscinas borbulhantes embaixo do reator serviam como um grande reservatório de água para as bombas de resfriamento de emergência e como sistema de supressão de pressão capaz de condensar vapor no caso de um pequeno tubo de vapor quebrado; o terceiro andar acima deles, abaixo do reator, serviam como túnel de radiação. O vapor liberado por um cano quebrado deveria ter entrado no túnel de vapor e guiado até as piscinas borbulhantes através de uma camada de água. Após o desastre, as piscinas e os porões foram inundados por causa da ruptura dos canos d'água de resfriamento e acumularam água de combate a incêndios e constituiu um sério risco de explosão de vapor.
O grafite fumegante, combustível e outros materiais nucleares, registrando uma temperatura superior a 1 200 °C, começaram a queimar o chão do reator e a se misturar com o concreto fundido do revestimento do reator, criando um corium, um material radioativo semilíquido comparado a lava (que no caso de Chernobil ficou conhecido como "Pé de Elefante"). Se essa mistura tivesse derretido pelo chão na piscina de água, temia-se que poderia criar uma série de explosões de vapor sérias o suficiente para ejetar novamente na atmosfera enormes quantidades de materiais radioativos do reator. Para evitar isso, seria necessário drenar a piscina formada sob o reator.
A piscina borbulhante poderia ser drenada abrindo seus portões de eclusa. Contudo, as válvulas que controlavam isso estavam debaixo d'água, localizada num corredor inundado no porão do complexo. Voluntários em roupas de mergulho e respiradores (para proteção contra aerossóis radioativos) e equipados com dosímetros, entraram na profunda água radioativa e conseguiram abrir as comportas. Os homens que conseguiram este feito foram os engenheiros Alexei Ananenko e Valeri Bezpalov (que sabiam onde estavam as válvulas), acompanhados pelo supervisor de turno, Boris Baranov. Com o sucesso desta operação, o risco de novas explosões de vapor foi eliminado. Inicialmente acreditava-se que os três homens teriam morrido devido a envenenamento radioativo nos dias seguintes ao ocorrido, porém eles de fato sobreviveram. Em maio de 2018, eles receberam a medalha Ordem para Coragem das mãos do presidente Petro Poroshenko. De fato, Alexei Ananenko continua a trabalhar na indústria nuclear e frequentemente se irrita com o sensacionalismo jornalístico que envolve Chernobil. Já Bezpalov estava vivo até 2005 quando faleceu de insuficiência cardíaca, aos 65 anos. Quando as comportas d'água foram abertas pelo grupo de Ananenko, bombas d'água dos bombeiros foram usadas para drenar o porão. O esvaziamento só foi completado em 8 de maio, após 20 mil toneladas métricas de água serem drenadas.
Mesmo sem a piscina borbulhante nos porões da usina, ainda havia uma possibilidade de uma explosão de vapor acontecer se o núcleo fundido tivesse chegado ao lençol freático abaixo do reator. Para reduzir a possibilidade disso acontecer, foi decidido congelar a terra sob o reator, o que também estabilizaria as fundações abaixo da usina. Utilizando equipamento de perfuradores de poços de petróleo, a injeção de nitrogênio líquido começou em 4 de maio. Foi estimado que 25 toneladas métricas de nitrogênio líquido foram usadas por dia para manter o solo congelado a −100 °C. Essa ideia foi logo abandonada.
Como uma alternativa ao nitrogênio, trabalhadores de minas de carvão foram utilizados para escavar um túnel sob o reator para fazer espaço para um sistema de refrigeração. O projeto final improvisado para o sistema de refrigeração era incorporar uma formação em espiral de tubos esfriados por água e cobertos no topo com uma fina camada de grafite termicamente condutor. A camada de grafite como um material refratário iria rapidamente esfriar o possível óxido de urânio fundido sem queimar. Esta camada de placa de resfriamento de grafite deveria ser encapsulada entre duas camadas de concreto, cada um com um metro de grossura para estabilização. Este sistema foi desenhado por Leonid Bolshov, o diretor do Instituto de Segurança e Desenvolvimento Nuclear, formado em 1988. O "sanduíche" grafite-concreto de Bolshov seria similar em conceito com o recuperador de corium que agora faz parte de muitos projetos de reatores nucleares.
A placa de resfriamento de grafite de Bolshov, juntamente com a proposta anterior de injeção de nitrogênio, não foram utilizados após a queda nas temperaturas aéreas e relatórios indicativos de que o derretimento do combustível havia parado. Foi mais tarde determinado que o combustível havia passado por três andares antes de descansar em uma das várias salas do porão. O canal subterrâneo de precaução com seu sistema ativo de refrigeração foi então considerado redundante, já que o combustível era auto refrigerante. A escavação foi então simplesmente preenchida com concreto para fortalecer as fundações abaixo do reator.

### Remoção dos destroços

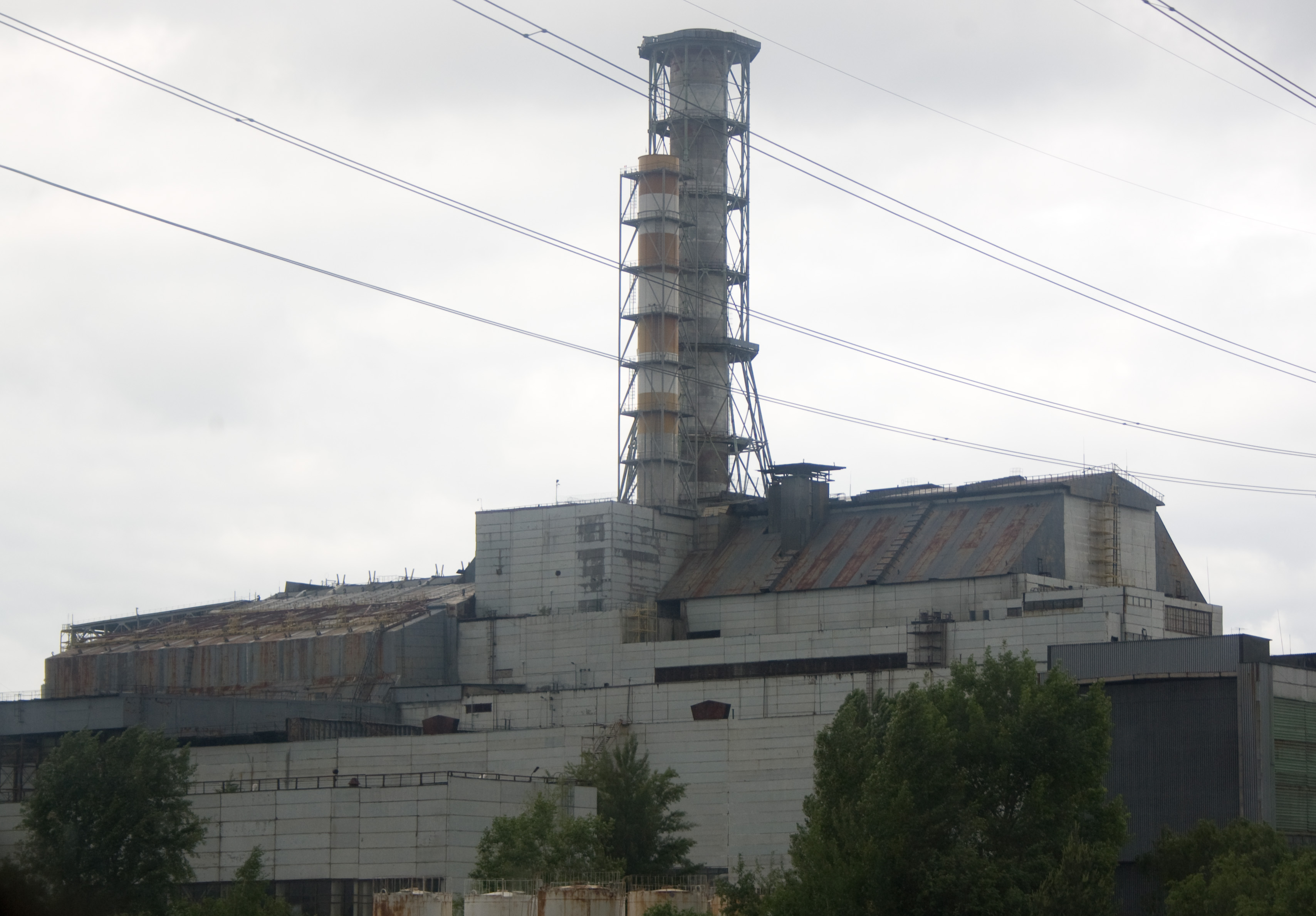
O antigo sarcófago da Usina Nuclear de Chernobil, em 2006.

Nos meses seguintes à explosão, enquanto a limpeza seguia de forma efetiva pelas regiões vizinhas a Chernobil, a atenção das autoridades se voltou para a remoção dos destroços radioativos no teto da usina. Os piores destroços radioativos foram coletados dentro do que restava do reator; no entanto, foi estimado que havia aproximadamente cem toneladas de detritos naquele telhado como resultado da explosão e que tinham que ser removidas para garantir a construção segura do "Sarcófago" – uma estrutura de concreto que sepultaria o reator e reduziria a poeira radioativa que o núcleo aberto despejava na atmosfera. O plano inicial era utilizar robôs para limpar os destroços no telhado. Os soviéticos utilizaram ao menos 60 robôs remotamente controlados, porém a maioria deles foi perdida, pois os altos índices de radiação na área destruíram os circuitos eletrônicos das máquinas, tornando-as inúteis.
Consequentemente, os materiais mais radioativos tiveram de ser removidos com pás por liquidadores do exército soviético (chamados de 'bio-robôs' pelas autoridades). Os liquidadores utilizaram suas pás e removeram os destroços radioativos e se livraram da maioria deles jogando-os de volta no reator aberto, ficando nos telhados por aproximadamente 40 a 90 segundos por vez, pois os altos níveis de radiação no prédio do reator 4 impediam trabalhos contínuos, fazendo com que qualquer exposição superior a 90 segundos pudesse ser fatal. Entre os materiais mais radioativos estavam pedaços de grafite que vinham do núcleo do reator. Ordens iniciais foram dadas para que os grupos de militares que fizessem a limpeza do teto deveriam fazer apenas um turno, para evitar superexposição à radiação, mas muitos soldados o fizeram cinco ou seis vezes. Apenas 10% dos destroços no teto do prédio do reator foram removidos por robôs, com o resto sendo limpo por aproximadamente cinco mil homens que, em média, absorveram pelo menos 25 rem (250 mSv) de radiação.
Naquele período ainda havia medo de que o reator pudesse explodir uma segunda vez e uma estrutura de contenção foi planejada para evitar que entrasse chuva no núcleo e pudesse provocar o início de uma reação em cadeia explosiva. Também havia necessidade de conter o material radioativo que vazava do reator e subia para a atmosfera. A construção do "Sarcófago" (como ficou conhecido) foi uma das maiores tarefas de engenharia civil da história, envolvendo 250 mil trabalhadores que se revezavam no trabalho para evitar serem expostos a muita radiação. O cineasta ucraniano Vladimir Shevchenko, que filmava os esforços de limpeza do reator 4, capturou em vídeo a queda de um helicóptero Mi-8, em 2 de outubro de 1986, quando as hélices da aeronave se emaranharam com um cabo de um guindaste. O helicóptero caiu perto do reator danificado e os seus quatro tripulantes morreram na queda.
Em 21 de dezembro de 1986, a estrutura de concreto do "Sarcófago de Chernobil" começou a ser erguida no prédio do Reator 4 para selar o núcleo e todos os destroços radioativos que vazavam dele. Enquanto isso, os liquidadores continuavam com a limpeza de toda a região ao redor de Chernobil, limpando os prédios e ruas com água e uma substância chamada "Bourda", um fluido de polimerização pegajoso criado para engajar a poeira radioativa e quando seco podia ser removido e compactado em configurações. Uma "medalha de limpeza" foi dada aos trabalhadores.
Embora muitos dos veículos de emergência utilizados durante o gerenciamento da crise tenham sido enterrados em trincheiras, a maioria dos veículos, como os dos liquidadores, incluindo caminhões e helicópteros, ainda permanecem abandonados em campos abertos na área de Chernobil. Desde então, catadores e curiosos já invadiram o local e removeram várias partes destes veículos, mesmo que muitos deles ainda sejam radioativos. Os liquidadores trabalharam sob condições deploráveis, não recebendo muitas informações a respeito da magnitude do perigo que enfrentavam e vários não tinham proteções adequadas. Muitos, ou talvez a maioria, foram expostos a níveis de radiação superiores à considerada segura. Nas décadas após o desastre, muitos dos liquidadores tiveram que batalhar na justiça para conseguir o direito de ganhar assistência médica governamental para conseguir lidar com as consequências da radiação em sua saúde.

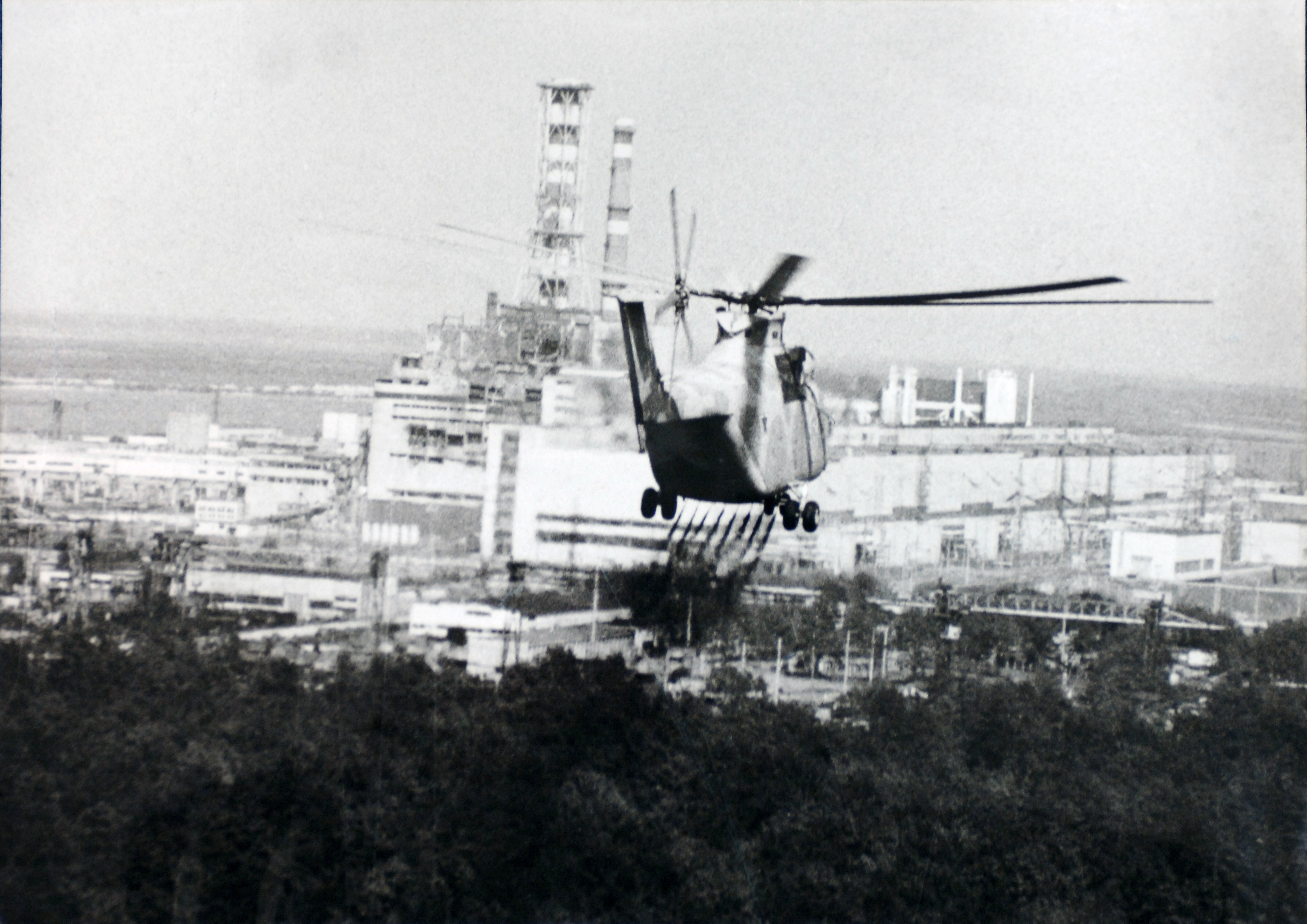
Um helicóptero pulveriza um líquido de descontaminação perto do reator de Chernobil em 1986.

Durante a construção do sarcófago, um grupo de cientistas reentrou na sala do reator como parte de uma investigação conhecida como "Expedição Complexa", para localizar e conter o combustível nuclear para evitar uma segunda explosão. Esses cientistas coletaram manualmente várias barras de combustível frio, mas um imenso calor ainda emanava do núcleo. As taxas de radiação em diferentes partes do edifício eram monitoradas ao furar buracos no reator e inserindo longos tubos detectores de metal. A área ainda era incrivelmente perigosa e a maioria dos cientistas foram expostos a altos níveis de radiação e poeira contaminada.
Após seis meses de investigação, em dezembro de 1986, com a ajuda de uma câmera remota, cientistas descobriram uma massa intensamente radioativa com mais de dois metros de largura no porão da Unidade Quatro, que eles chamaram de "Pé de Elefante" por sua aparência enrugada. Posteriormente, em 1996, uma foto da substância foi tirada por Artur Korneyev e mandada para os Estados Unidos para análise. Na legenda da foto dizia que o homem que fotografou a substância faleceu pouco tempo depois, indicando que, mesmo após uma década, o "Pé de Elefante" permanecia altamente radioativo. A massa dessa substância era composta de areia derretida, concreto e uma enorme quantidade de combustível nuclear que escapou do reator. O concreto sob o reator estava fumegante de quente, e foi destruído por lava agora solidificada e formas cristalinas desconhecidas denominadas chernobilite. Foi concluído então, nessa investigação, que uma segunda explosão do reator não era mais possível.
Os esforços de limpeza dentro das zonas contaminadas ao redor de Chernobil e nas cidades e vilas próximas durou mais de seis meses e foi uma tarefa gigantesca. A razão oficial para que os perigosos esforços de descontaminação tenham começado tão cedo, ao invés de esperar algum tempo para que os índices de radiação decaíssem naturalmente, era que o governo pretendia repopular aquela área e reutilizar seu solo para cultivo. Dentro de quinze meses, perto de 75% das terras ao redor da zona de Chernobil já estavam aptas para recultivamento, embora menos de um terço das vilas abandonadas tenham voltado a ser povoadas. A cidade de Pripiat permanece abandonada e o governo ucraniano não permite que seus ocupantes originais regressem à área para reivindicar seus antigos lares, embora a região esteja aberta para visitação turística (com muitas áreas permanecendo proibidas devido ao risco de contaminação). Já nos campos, as terras que voltaram a ser cultivadas passaram a ter pouco valor e a agricultura na região como um todo se tornou marginal. Em diversas áreas, especialmente na Bielorrússia, o solo permanece altamente contaminado. De acordo com o historiador David Marples, o governo soviético tinha um propósito psicológico maior com a limpeza: eles queriam evitar o pânico em relação à energia nuclear e até mesmo manter a Usina de Chernobil ativa.
De acordo com a OMS, cerca de 240 mil trabalhadores foram engajados nas atividades de limpeza na zona de Chernobil entre 1986 e 1987. No total, mais de 600 mil pessoas trabalharam como liquidadores.

## Causas

### Relatório INSAG-1 (1986)

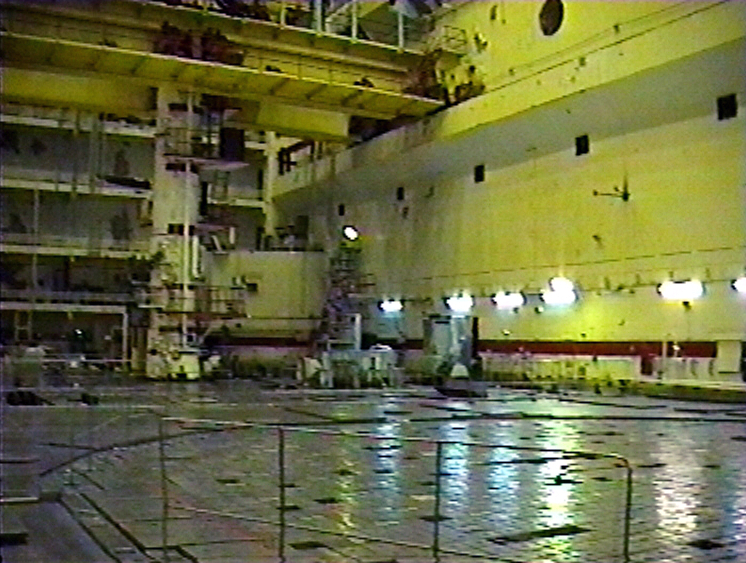
Reator n.º 1 da Usina de Chernobil

A primeira explicação oficial do acidente, mais tarde considerada errônea, foi publicada em agosto de 1986. Colocou efetivamente a culpa nos operadores das usinas elétricas. Para investigar as causas do acidente, a Agência Internacional de Energia Atômica (AIEA) criou um grupo conhecido como Grupo Consultivo de Segurança Nuclear Internacional (INSAG), que no seu relatório de 1986, INSAG-1, também apoiou esta visão, com base nos dados fornecidos pelos soviéticos e as declarações orais de especialistas. Nesta visão, o acidente catastrófico foi causado por graves violações das regras e regulamentos operacionais. "Durante a preparação e teste do gerador de turbina sob condições de funcionamento usando a carga auxiliar, os funcionários desconectaram uma série de sistemas de proteção técnica e violaram as disposições mais importantes de segurança operacional para a realização de um exercício técnico".:311

### Relatório INSAG-7 (1992)

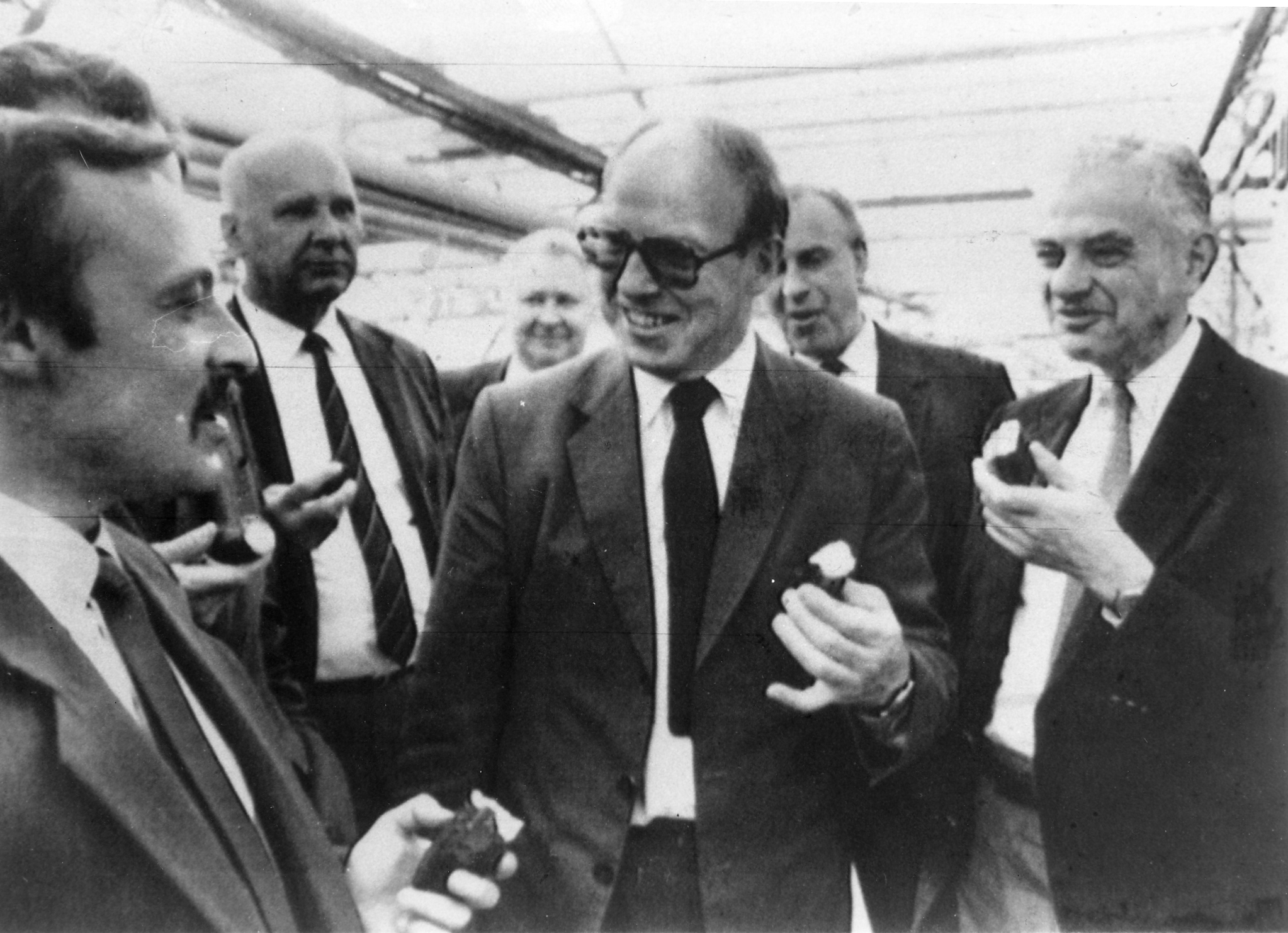
Dr. Hans Blix, diretor-geral da Agência Internacional de Energia Atômica (AIEA), durante visita na área de Chernobil em maio de 1988.

A Ucrânia desclassificou vários documentos da KGB do período entre 1971 e 1988 relacionados com a fábrica de Chernobil, mencionando, por exemplo, relatos anteriores de danos estruturais causados por negligência durante a construção da fábrica (como a divisão de camadas de concreto) que nunca foram postas em prática. Eles documentaram mais de 29 situações de emergência na fábrica durante este período, 8 das quais foram causadas por negligência ou pouca competência por parte do pessoal.
Em 1991, uma Comissão do Comitê Estadual da URSS para a Supervisão da Segurança na Indústria e da Energia Nuclear reavaliou as causas e as circunstâncias do acidente de Chernobil e chegou a novas perspectivas e conclusões. Com base nisso, em 1992 o Grupo Consultivo de Segurança Nuclear da AIEA (INSAG) publicou um relatório adicional, INSAG-7, que revisou "aquela parte do relatório INSAG-1 em que a atenção primária é dada às razões do acidente" e foi incluído o relatório da Comissão de Estado da URSS como Apêndice I.
Segundo o relatório INSAG-7, as principais razões do acidente estão nas peculiaridades da física e na construção do reator. Existem duas razões::18
- O reator tinha um fração de vazio positivo perigosamente alto. Dito de forma simples, isto significa que se bolhas de vapor se formam na água de resfriamento, a reação nuclear se acelera, levando à sobre velocidade se não houver intervenção. Pior, com carga baixa, este coeficiente a vazio não era compensado por outros fatores, os quais tornavam o reator instável e perigoso. Os operadores não tinham conhecimento deste perigo e isto não era intuitivo para um operador não treinado;
- Um defeito mais significativo do reator era o projeto das hastes de controle. Num reator nuclear, hastes de controle são inseridas no reator para diminuir a reação. Entretanto, no projeto do reator RBMK, as pontas das hastes de controle eram feitas de grafite e os extensores (as áreas finais das hastes de controle acima das pontas, medindo um metro de comprimento) eram ocas e cheias de água, enquanto o resto da haste - a parte realmente funcional que absorve os nêutrons e portanto para a reação - era feita de carbono-boro.  Com este projeto, quando as hastes eram inseridas no reator, as pontas de grafite deslocavam uma quantidade do resfriador (água). Isto aumenta a taxa de fissão nuclear, uma vez que o grafite é um moderador de nêutrons mais potente. Então nos primeiros segundos após a ativação das hastes de controle, a potência do reator aumenta, em vez de diminuir, como desejado. Este comportamento do equipamento não é intuitivo (ao contrário, o esperado seria que a potência começasse a baixar imediatamente), e, principalmente, não era de conhecimento dos operadores.

## Impacto

### Ambiental

Avanço da radiação após o acidente

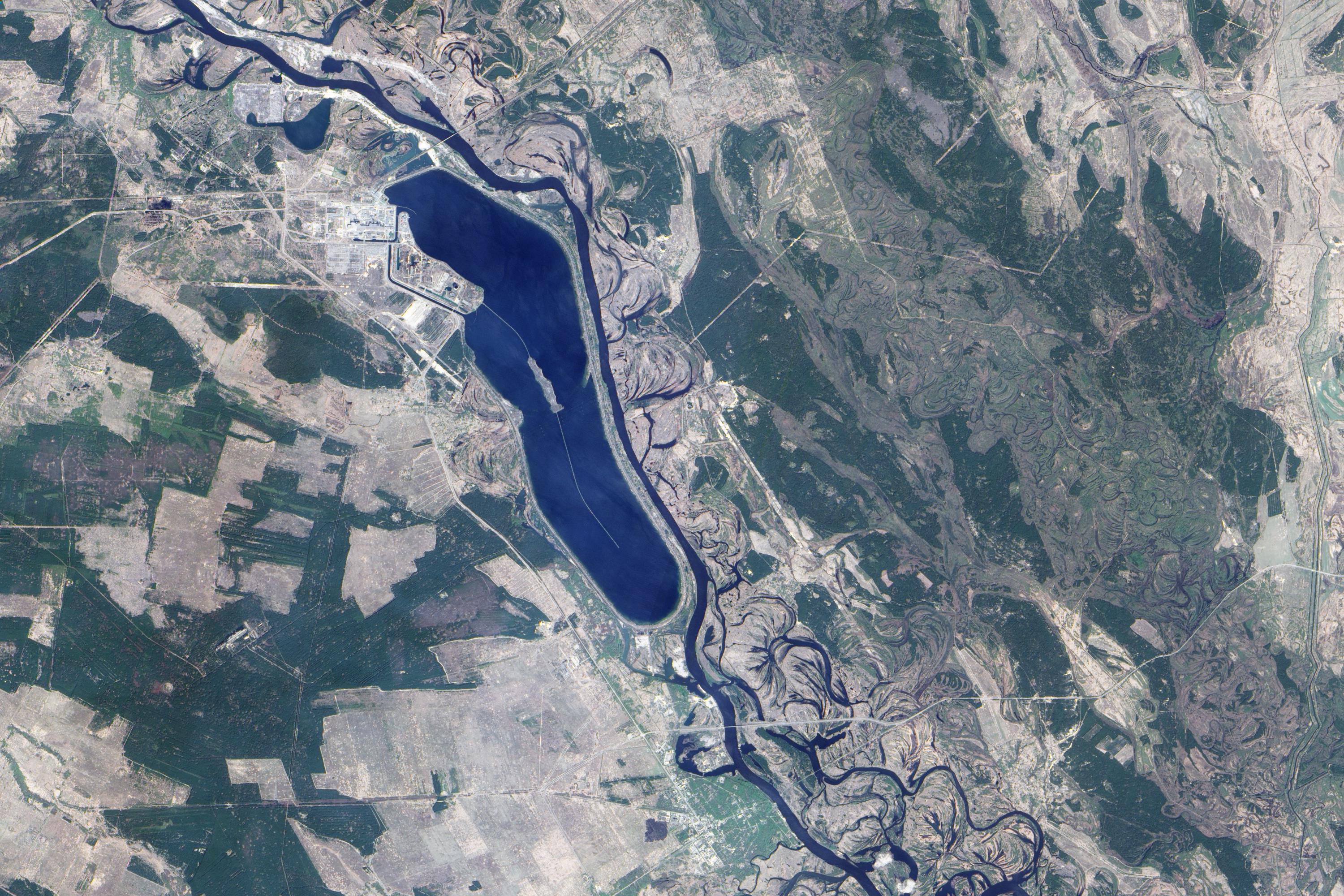
Imagem de satélite da usina e da área circundante, que inclui a lagoa de resfriamento dos reatores

Embora não se possam fazer comparações informativas entre o acidente e uma detonação nuclear estritamente explodida por ar, ainda se tem aproximado que cerca de quatrocentas vezes mais material radioativo foi liberado de Chernobil do que pelos bombardeamentos de Hiroshima e Nagasaki, no Japão, durante a Segunda Guerra Mundial. Em contraste, o acidente de Chernobil liberou cerca de um centésimo a um milésimo da quantidade total de radioatividade liberada durante a era dos testes de armas nucleares no auge da Guerra Fria, entre os anos de 1950 e 1960, com a variação de 1/100 a 1/1 000 devido a tentativas de fazer comparações com diferentes espectros de isótopos liberados. Aproximadamente cem mil km² de terra foram significativamente contaminados com cinza nuclear, sendo as regiões mais atingidas na Bielorrússia, Ucrânia e Rússia. Níveis menores de contaminação foram detectados em toda a Europa, exceto na Península Ibérica.
A evidência inicial de que uma grande liberação de material radioativo estava afetando outros países não vinha de fontes soviéticas, mas da Suécia. Na manhã de 28 de abril, trabalhadores da Central nuclear de Forsmark (aproximadamente 1 100 km (680 mi) do local de Chernobil) tiveram partículas radioativas em suas roupas. Foi a busca da Suécia pela fonte de radioatividade, depois de terem determinado que não havia vazamento na fábrica sueca, que ao meio-dia de 28 de abril levou ao primeiro indício de um grave problema nuclear na União Soviética ocidental. Assim, a evacuação de Pripiat em 27 de abril, 36 horas após as explosões iniciais, foi silenciosamente concluída antes que o desastre se tornasse conhecido fora da União Soviética. O aumento dos níveis de radiação já havia sido medido na Finlândia, mas uma greve no serviço público atrasou a resposta e a publicação.
A contaminação do acidente de Chernobil foi espalhada irregularmente, dependendo das condições meteorológicas. Muito material radioativo depositou-se em regiões montanhosas como os Alpes, as montanhas galesas e as Terras Altas da Escócia, onde o resfriamento adiabático causou chuvas radioativas. As manchas resultantes de contaminação eram frequentemente localizadas e os fluxos de água no solo contribuíam ainda mais para grandes variações na radioatividade em pequenas áreas. A Suécia e a Noruega também sofreram uma forte precipitação quando o ar contaminado colidiu com uma frente fria, o que provocou chuva.:43–44, 78
Como muitas outras liberações de radioatividade no ambiente, a liberação de Chernobil foi controlada pelas propriedades físicas e químicas dos elementos radioativos no núcleo. Particularmente perigosos são os produtos de fissão altamente radioativos, aqueles com altas taxas de decaimento nuclear que se acumulam na cadeia alimentar, como alguns dos isótopos de iodo, césio e estrôncio. O iodo-131 e o césio-137 são responsáveis pela maior parte da exposição à radiação recebida pela população em geral.

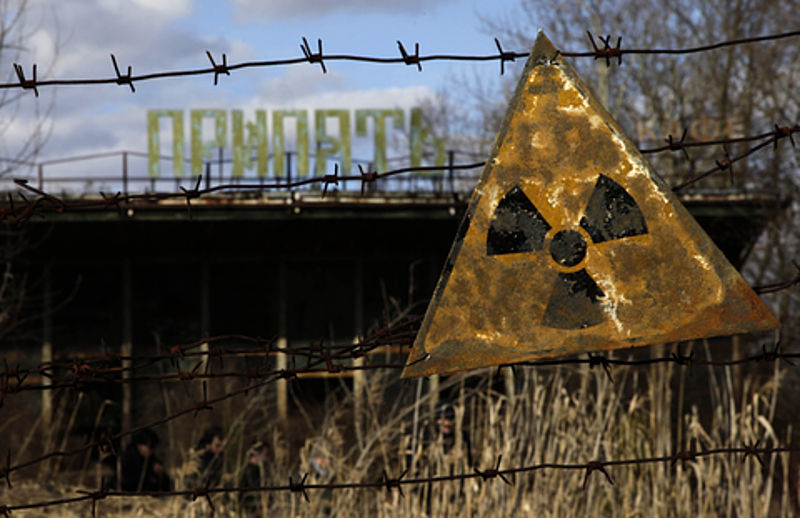
Após o desastre, quatro quilômetros quadrados de floresta de pinheiros, diretamente na direção do reator, ficaram marrom-avermelhados e morreram, ganhando o nome de "Floresta Vermelha", embora as plantas tenham logo se recuperado.

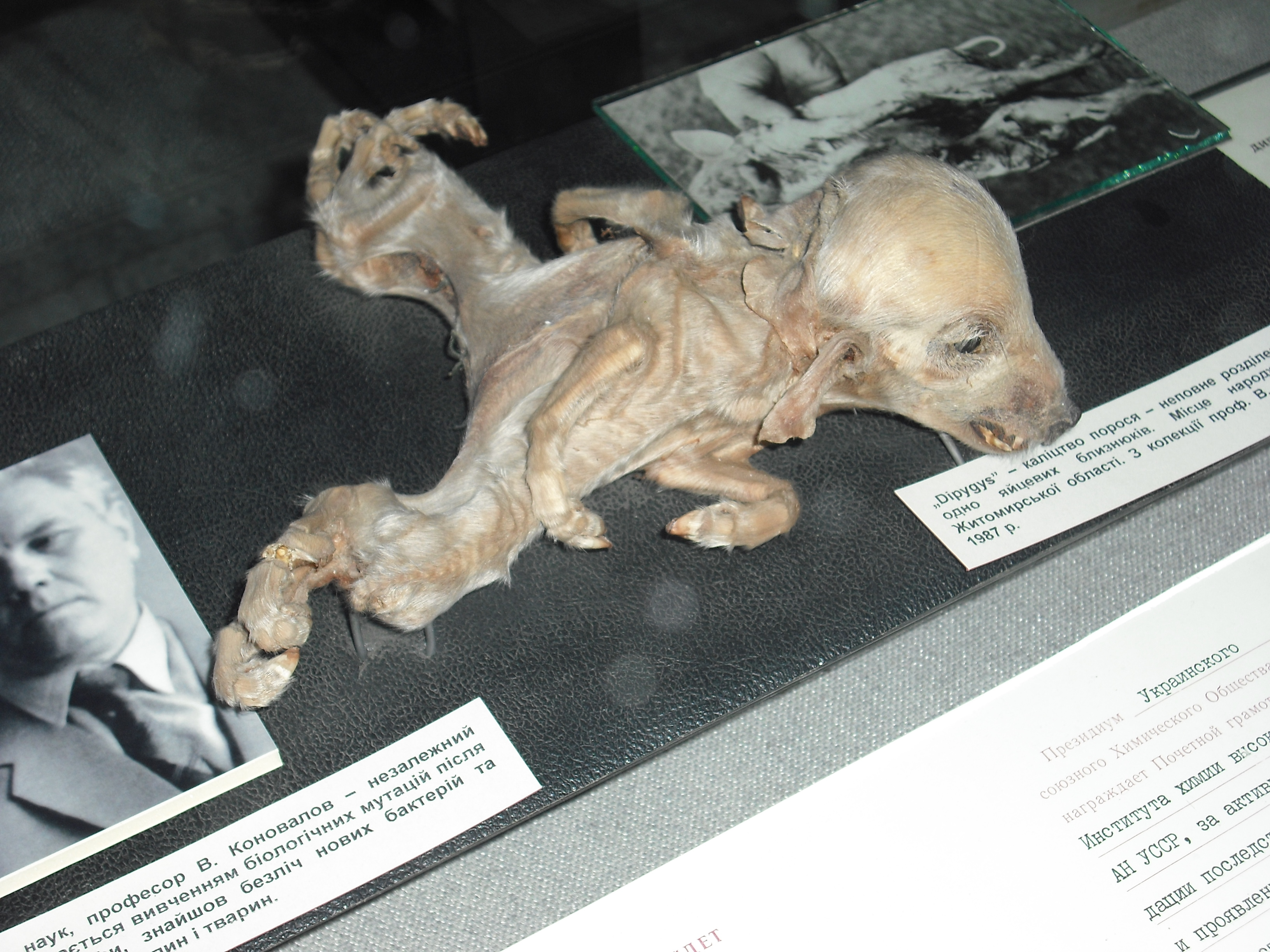
Leitão com dipigo em exibição no Museu Nacional Ucraniano de Chernobil

A usina nuclear de Chernobil está localizada ao lado do rio Pripiat, que alimenta o sistema de reservatórios de Dnieper, um dos maiores sistemas de águas superficiais da Europa, que na época abastecia os 2,4 milhões de habitantes de Kiev e ainda estava inundado quando o acidente ocorreu.:60 A contaminação radioativa dos sistemas aquáticos, portanto, tornou-se um grande problema imediatamente após o acidente. Nas áreas mais afetadas da Ucrânia, os níveis de radioatividade (particularmente dos radionuclídeos 131I, 137Cs e 90Sr) na água potável causaram preocupação durante as semanas e meses após o acidente, embora oficialmente tenha sido declarado que todos os contaminantes haviam se estabelecido no local fundo "em uma fase insolúvel" e que não se dissolveria por 800-1 000 anos.:64 Diretrizes para níveis de radioiodo na água potável foram temporariamente aumentadas para 3 700 Bq/L, permitindo que a maioria da água fosse relatada como segura, e um ano após o acidente foi anunciado que até mesmo a água da lagoa de resfriamento da usina de Chernobil estava dentro das normas aceitáveis. Apesar disso, dois meses após o desastre, o abastecimento de água de Kiev foi mudado abruptamente do rio Dnieper para o rio Desna.:64–65 Enquanto isso, enormes armadilhas de sedimentos foram construídas, juntamente com uma enorme barreira subterrânea de 30 m de profundidade do reator destruído que entra no rio Pripiat.:65–67
A bioacumulação de radioatividade em peixes resultou em concentrações (tanto na Europa Ocidental quanto na antiga União Soviética) que, em muitos casos, estavam significativamente acima dos níveis máximos de orientação para consumo. Os níveis máximos de orientação para o radiocaísio nos peixes variam de país para país, mas são aproximadamente 1 000 Bq/kg na União Europeia. No reservatório de Kiev, na Ucrânia, as concentrações nos peixes eram vários milhares de Bq/kg durante os anos após o acidente.
Em pequenos lagos "fechados" na Bielorrússia e na região de Briansk na Rússia, as concentrações em várias espécies de peixes variaram de 100 a 60 mil Bq / kg durante o período 1990-92. A contaminação dos peixes também causou preocupação de curto prazo em partes do Reino Unido e da Alemanha e a longo prazo (anos em vez de meses) nas áreas afetadas da Ucrânia, Bielorrússia e Rússia, bem como em partes da Escandinávia.
Após o desastre, quatro quilômetros quadrados de floresta de pinheiros, diretamente na direção do reator, tornaram-se marrom-avermelhados e morreram, ganhando o nome de "Floresta Vermelha". Alguns animais nas áreas mais atingidas também morreram ou pararam de se reproduzir. A maioria dos animais domésticos foi removida da zona de exclusão, mas os cavalos deixados em uma ilha no rio Pripiate, a 6 km da usina, morreram quando suas glândulas tiroides foram destruídas por doses de radiação de 150-200 Sv. Alguns gados na mesma ilha morreram e aqueles que sobreviveram sofreram de raquitismo por causa dos danos da tireoide. A geração seguinte parecia normal.
Esperava-se que os efeitos posteriores de Chernobil fossem vistos por mais cem anos, embora a gravidade dos efeitos diminuísse nesse período. Os cientistas relatam que isso se deve aos isótopos de césio-137 radioativos sendo absorvidos por fungos como o Cortinarius caperatus, que por sua vez é comido por ovelhas enquanto pastam. Um robô enviado para o reator retornou com amostras de fungos radiotróficos negros, ricos em melanina, que crescem nas paredes do reator.

### Humano

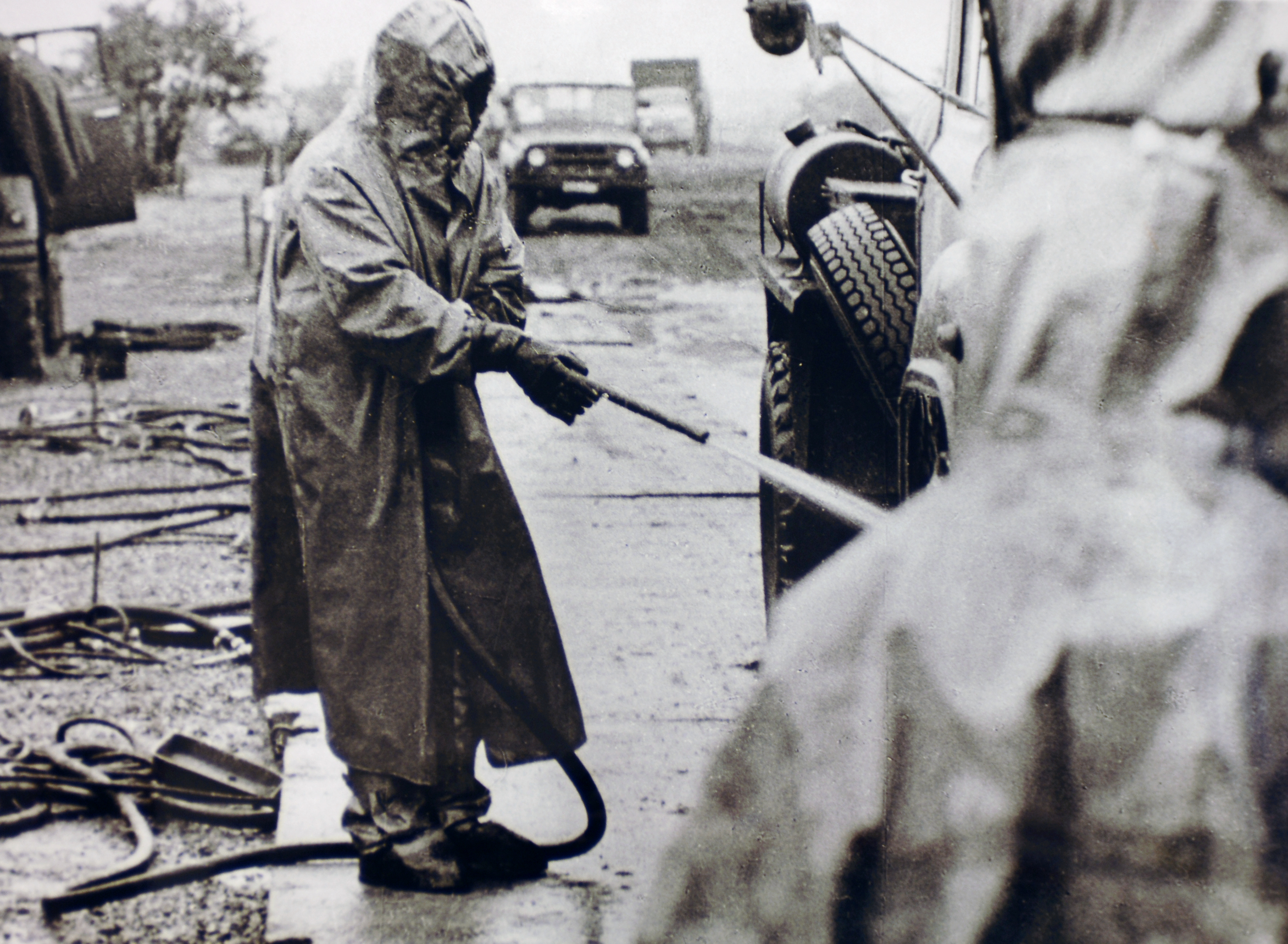
Reservista soviético durante as atividades de descontaminação

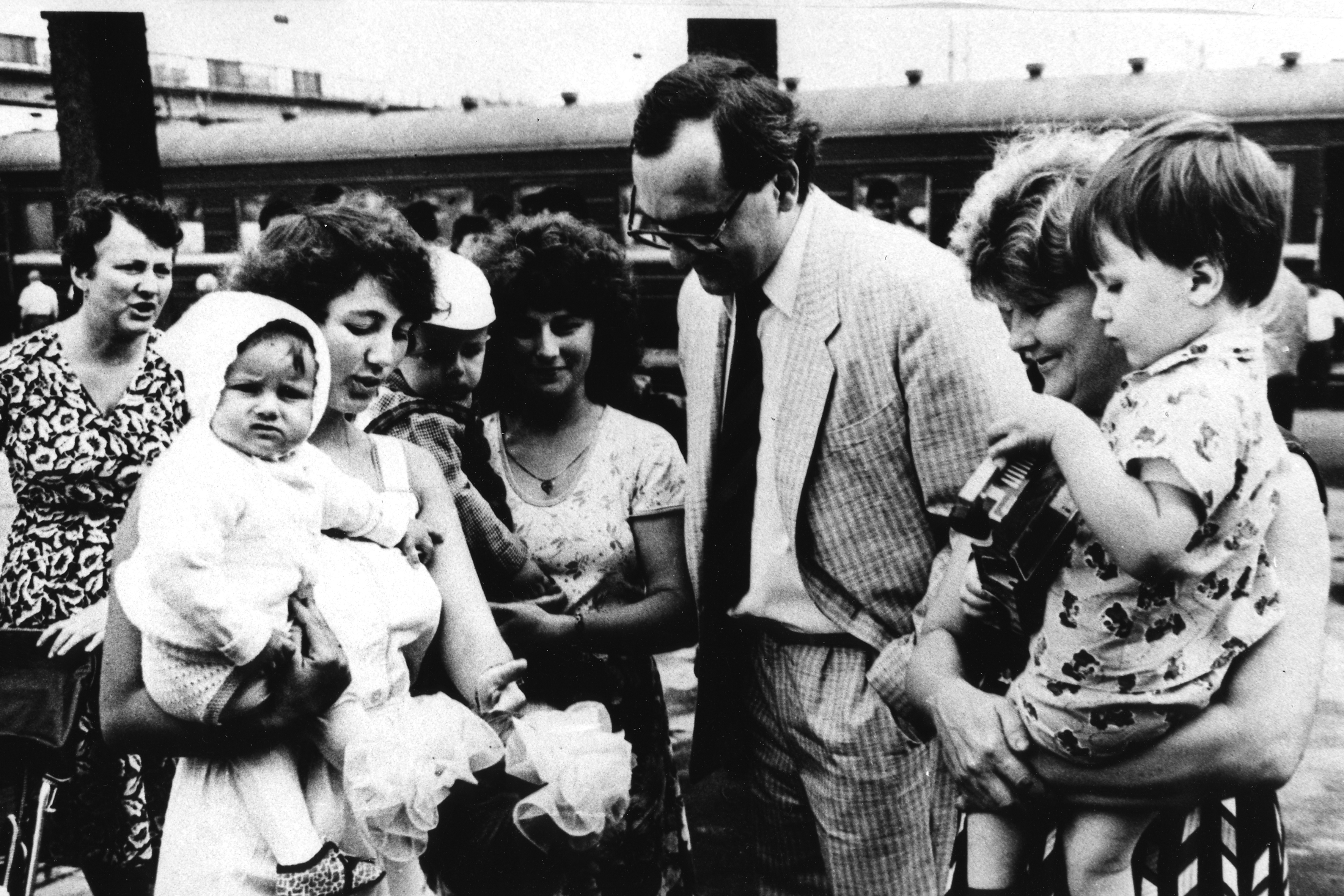
Em 1990, crianças de áreas contaminadas por radiação foram ao exterior para tratamento médico após convites de governos estrangeiros

Como consequência do acidente, cerca de 134 pessoas sofreram de síndrome aguda da radiação (SAR), das quais 28 morreram nos primeiros três meses. Outras duas pessoas morreram devido ao trauma da explosão em si (Vladimir Shashenok e Valery Khodemchuk). Em 2005, o Fórum de Chernobil, composto pela Agência Internacional de Energia Atômica (AIEA), outras organizações das Nações Unidas e os governos da Bielorrússia, Rússia e Ucrânia, publicou um relatório sobre as consequências radiológicas ambientais e para a saúde do acidente de Chernobil.
Sobre o número de mortos do acidente, o relatório afirma que 28 pessoas (bombeiros e trabalhadores da usina) morreram de síndrome de radiação aguda, incluindo queimaduras beta, e quinze pacientes (liquidadores) morreram de câncer de tireoide nos anos seguintes. No entanto, estima-se que cerca de quatro mil entre os cinco milhões de pessoas que residem nas áreas contaminadas possam ter desenvolvido câncer por conta do acidente. O relatório projeta a mortalidade por câncer "aumentar de menos de um por cento" (~ 0,3%) em um período de 80 anos, alertando que essa estimativa é "especulativa", já que apenas algumas mortes por câncer estão ligadas ao desastre de Chernobil.
De todos os 66 mil trabalhadores de emergência bielorrussos, em meados dos anos 1990, apenas 150 (cerca de 0,2%) foram notificados pelo seu governo como tendo morrido. Em contraste, 5 722 vítimas foram relatadas entre os trabalhadores de limpeza ucranianos até o ano de 1995, pelo Comitê Nacional de Proteção Radiológica da População Ucraniana.
Os quatro radionuclídeos mais nocivos disseminados a partir de Chernobil foram iodo-131, césio-134, césio-137 e estrôncio-90, com meias-vidas de 8,02 dias, 2,07 anos, 30,2 anos e 28,8 anos, respectivamente.:8 O iodo foi inicialmente visto com menos alarme do que os outros isótopos, devido à sua curta meia-vida, mas é altamente volátil e pode ter viajado mais longe e causado os mais graves problemas de saúde a curto prazo.:24 O estrôncio, por outro lado, é o menos volátil dos quatro, e de maior preocupação nas áreas próximas a Chernobil.:8 O iodo tende a se concentrar nas glândulas tireoide e mamária, levando, entre outras coisas, ao aumento da incidência de cânceres de tireoide. O césio tende a se acumular em órgãos vitais, como o coração,:133 enquanto o estrôncio se acumula nos ossos e pode ser um risco para a medula óssea e os linfócitos.:8 A radiação é mais danosa para as células que estão ativamente se dividindo. Nos mamíferos adultos, a divisão celular é lenta, exceto nos folículos capilares, na pele, na medula óssea e no trato gastrointestinal e é por isso que o vômito e a queda de cabelo são sintomas comuns da síndrome da radiação aguda.:42

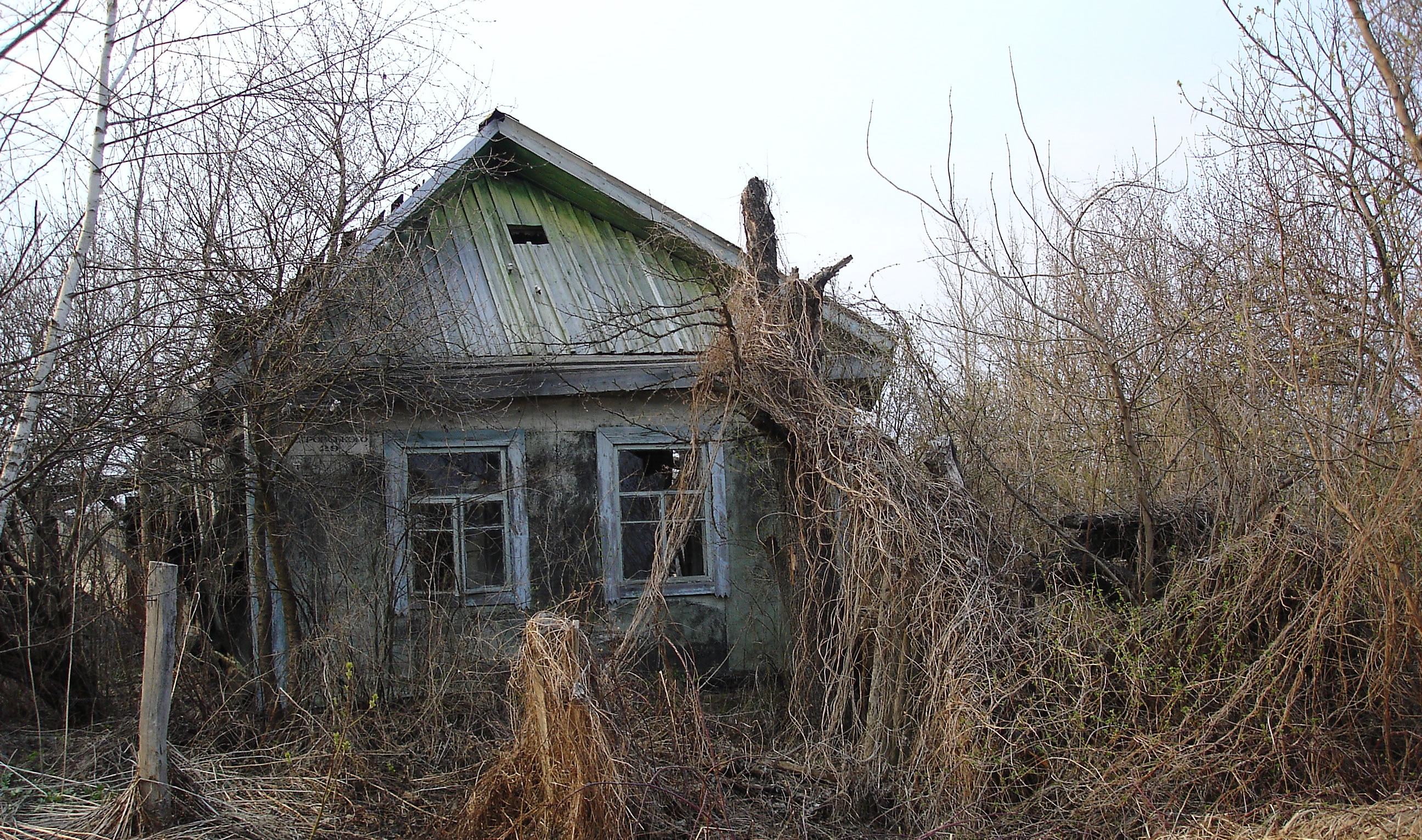
Casa abandonada na zona de exclusão de Chernobil.

No ano 2000, o número de ucranianos que alegavam ser "sofredores" de radiação (poterpili) e recebiam benefícios estatais havia saltado para 3,5 milhões, ou 5% da população. Muitos destes são populações reassentadas de zonas contaminadas ou ex-trabalhadores de fábricas de Chernobil.:4–5 De acordo com órgãos científicos afiliados à AIEA, esses aparentes aumentos de problemas de saúde resultam em parte de tensões econômicas nesses países e problemas de saúde e nutrição; além disso, eles sugerem que o aumento da vigilância médica após o acidente significou que muitos casos que anteriormente passaram despercebidos (especialmente de câncer) estão sendo registrados.

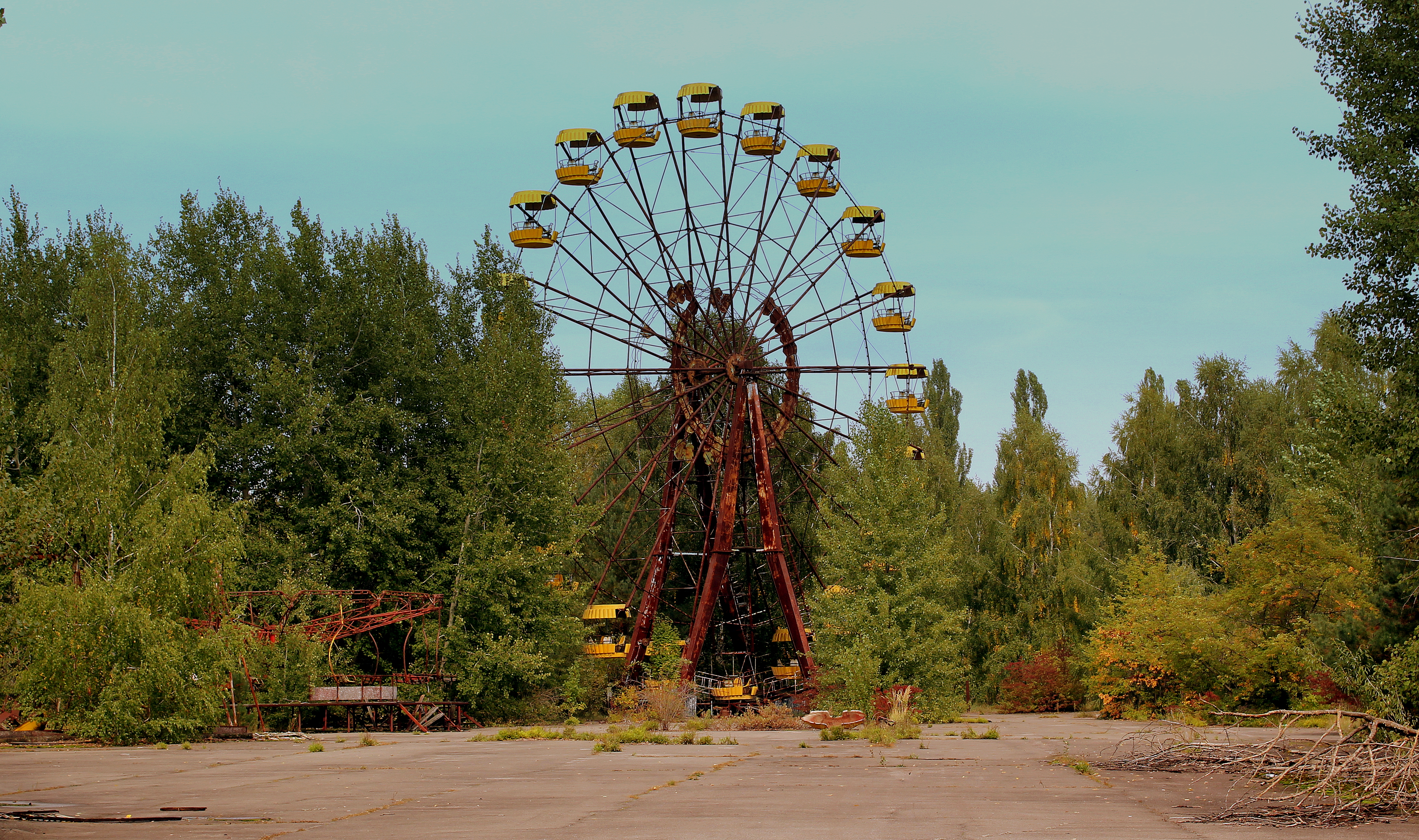
Parque de diversão abandonado na cidade abandonada de Pripiate.

A Organização Mundial da Saúde afirma que "as crianças concebidas antes ou depois da exposição do pai não apresentaram diferenças estatisticamente significativas nas frequências de mutação". Esse aumento estatisticamente insignificante também foi observado por pesquisadores independentes que analisaram os filhos dos liquidadores de Chernobil.
Um relatório da AIEA examina as consequências ambientais do acidente. O Comitê Científico das Nações Unidas sobre os Efeitos da Radiação Atômica estimou uma dose coletiva global de exposição à radiação do acidente "equivalente, em média, a 21 dias adicionais de exposição mundial à radiação de fundo natural"; as doses individuais eram muito mais altas que a média global entre as mais expostas, incluindo 530 mil trabalhadores da descontaminação, principalmente do sexo masculino (os liquidadores de Chernobil), que calculavam uma dose efetiva equivalente a 50 anos extras de exposição à radiação natural.
Em 2004, o Fórum de Chernobil revelou que o câncer de tireoide entre as crianças é um dos principais impactos do desastre sobre a saúde. Isso se deve à ingestão de produtos lácteos contaminados, juntamente com a inalação do isótopo altamente radioativo de vida curta, o iodo-131. Nessa publicação, mais de quatro mil casos de câncer de tireoide infantil foram relatados. É importante notar que não houve evidência de aumento de cânceres sólidos ou de leucemia. O documento afirma que houve um aumento nos problemas psicológicos entre a população afetada. O Programa de Radiação da OMS relatou que os quatro mil casos de câncer de tireoide resultaram em nove mortes.
Segundo o Comitê Científico das Nações Unidas sobre os Efeitos da Radiação Atômica, até o ano de 2005, um excesso de mais de seis mil casos de câncer de tireoide foi relatado. Ou seja, acima da estimativa do índice basal de câncer de tireoide pré-acidente, mais de seis mil casos casuais de câncer de tireoide foram relatados em crianças e adolescentes expostos no momento do acidente, número que deve aumentar. Eles concluíram que não há outras evidências de impactos importantes na saúde decorrentes da exposição à radiação.
Fred Mettler, um especialista em radiação da Universidade do Novo México, coloca o número de mortes por câncer em todo o mundo fora da zona altamente contaminada em "talvez" cinco mil, para um total de nove mil cânceres fatais associados a Chernobil, dizendo que "o número é pequeno (representando uma pequena porcentagem) em relação ao risco espontâneo normal de câncer, mas os números são grandes em termos absolutos". O mesmo relatório delineou estudos baseados em dados encontrados no Registro Russo de 1991 a 1998, que sugeriram que "de 61 mil trabalhadores russos expostos a uma dose média de 107 mSv, cerca de 5% de todas as fatalidades ocorridas podem ter sido decorrentes da exposição à radiação".

### Político, econômico e social

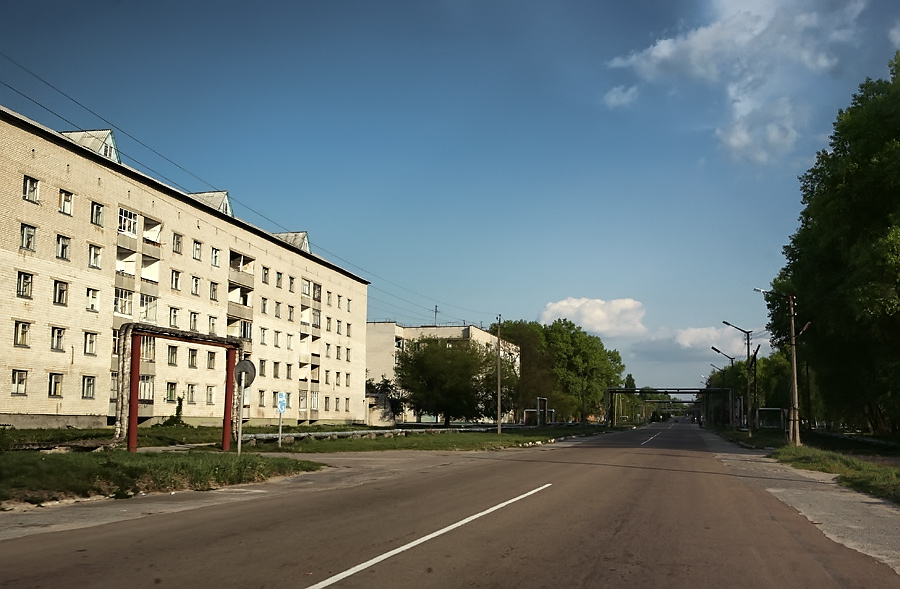
Prédios abandonados em Chernobil.

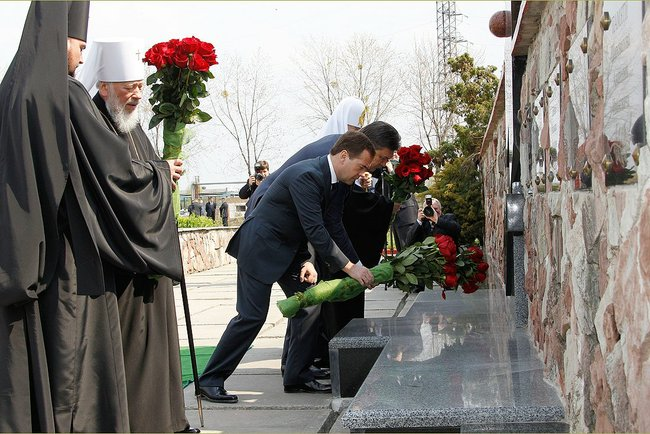
Dmitry Medvedev e Viktor Yanukovych colocam coroas de flores em um memorial às vítimas do desastre.

É difícil estabelecer o custo econômico total do desastre. Segundo Mikhail Gorbachev, a União Soviética gastou 18 bilhões de rublos soviéticos (o equivalente a 18 bilhões de dólares na época, ou 41,1 bilhões de dólares em valores atuais) no processo de confinamento e descontaminação, o que praticamente faliu o país. Em 2005, o custo total em 30 anos somente para a Bielorrússia foi estimado em 235 bilhões de dólares, ou cerca de 301 bilhões em dólares de hoje, dadas as taxas de inflação.
Os custos contínuos são bem conhecidos; em seu relatório de 2003-2005, o Fórum de Chernobil afirmou que entre 5% e 7% dos gastos do governo na Ucrânia ainda estão relacionados a Chernobil, enquanto na Bielorrússia estima-se que mais de 13 bilhões foram gastos entre 1991 e 2003, com 22% o orçamento nacional direcionado aos efeitos do desastre em 1991, caindo para 6% em 2002. Em 2018, a Ucrânia gastou 5-7% do seu orçamento nacional em atividades de recuperação relacionadas ao acidente nuclear. A perda econômica global é estimada em 235 bilhões de dólares na Bielorrússia. Grande parte do custo atual está relacionado ao pagamento de benefícios sociais relacionados a Chernobil para cerca de 7 milhões de pessoas nos três países.
Um impacto econômico significativo na época foi a remoção de 784 320 hectares de terras agrícolas e 694 200 hectares de florestas. Embora grande parte desta tenha sido devolvida ao uso, os custos de produção agrícola aumentaram devido à necessidade de técnicas especiais de cultivo, fertilizantes e aditivos.
Politicamente, o acidente deu grande significado à nova política soviética de glasnost e ajudou a forjar relações soviético-americanas mais próximas no final da Guerra Fria, através da cooperação biocientífica.:44–48 O desastre também se tornou um fator chave na eventual dissolução da União Soviética em 1991 e uma grande influência na formação da nova Europa Oriental.:20–21
Tanto a Ucrânia quanto a Bielorrússia, em seus primeiros meses de independência, reduziram os limiares legais de radiação dos limiares anteriores elevados pela União Soviética (de 35 rems por vida ao longo da URSS para 7 rems por vida na Ucrânia e 0,1 rems por ano na Bielorrússia).:46–47, 119–124

## Consequências

### Desativação da usina
Após o acidente, surgiram dúvidas sobre o futuro da usina e seu eventual destino. Todo o trabalho nos reatores inacabados 5 e 6 foi interrompido três anos depois. No entanto, o problema na usina de Chernobil não terminou com o desastre no reator 4. O reator danificado foi vedado e 200 metros cúbicos de concreto foram colocados entre o local do desastre e nos prédios operacionais. O trabalho foi administrado por Grigori Mikhailovitch Naginski, o engenheiro-chefe adjunto da Diretoria de Instalação e Construção. O governo ucraniano continuou a deixar os três reatores restantes operar por causa de uma escassez de energia no país.
Em outubro de 1991, no entanto, um incêndio ocorreu no prédio da turbina do reator 2; as autoridades posteriormente declararam que o reator estava danificado e ele foi desligado. O reator 1 foi desativado em novembro de 1996 como parte de um acordo entre o governo ucraniano e organizações internacionais, como a AIEA, para encerrar as operações na usina. Em 15 de dezembro de 2000, o então presidente Leonid Kutchma desligou pessoalmente o reator 3 em uma cerimônia oficial, fechando todo o local.

### Confinamento

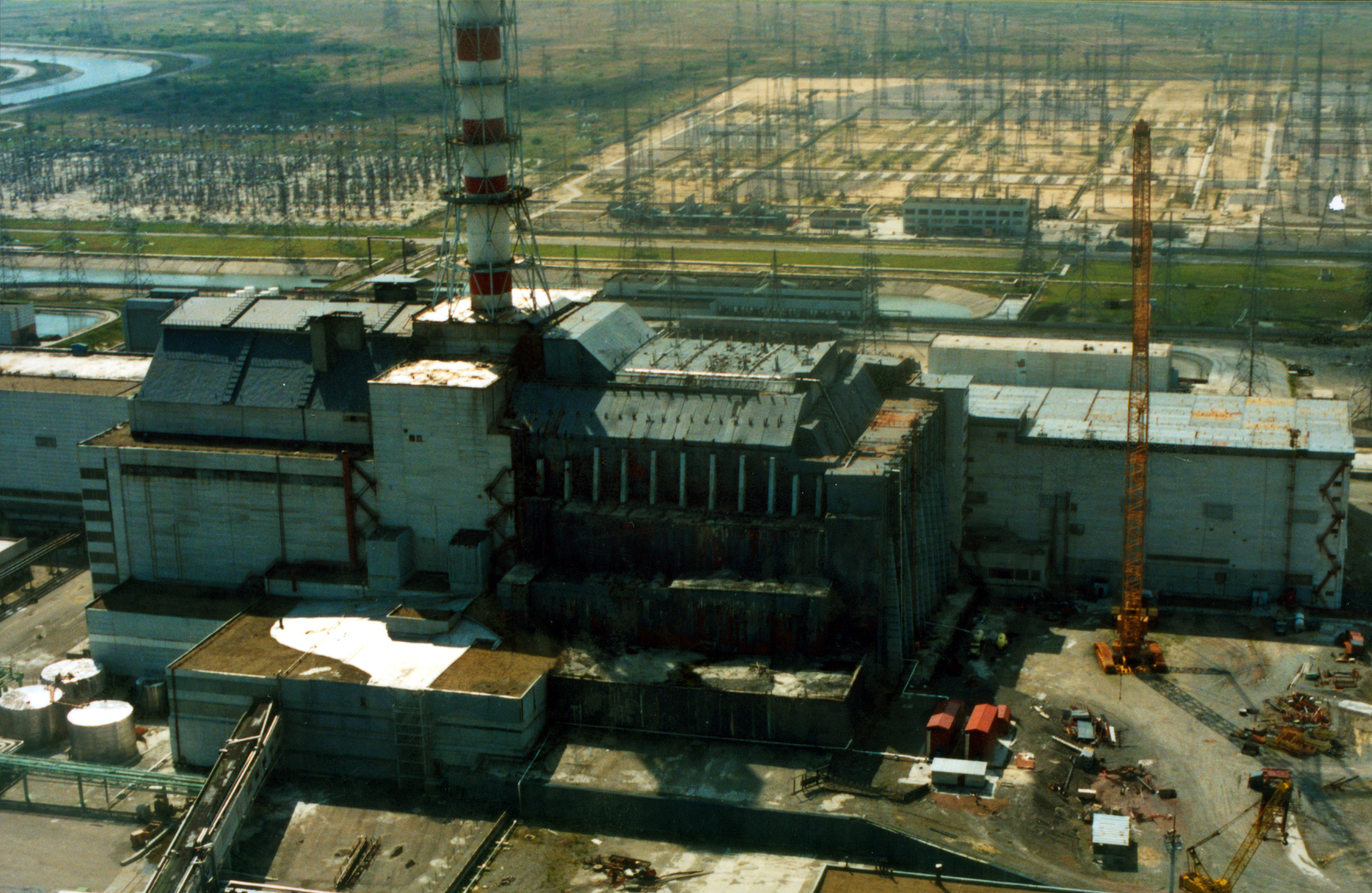
Imagem aérea do antigo Sarcófago da Usina Nuclear de Chernobil

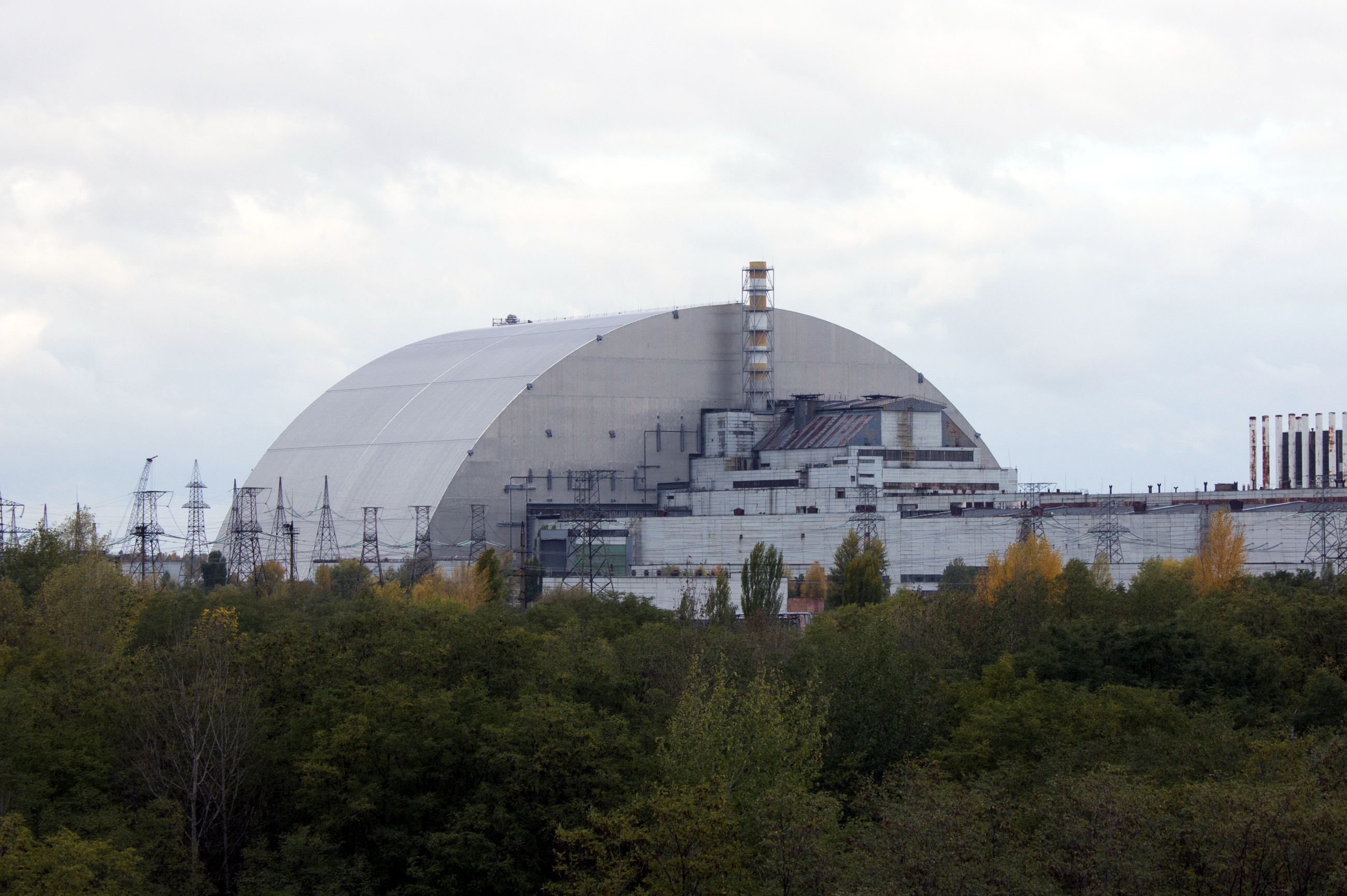
Nova estrutura criada para confinar o reator 4 e inaugurada em 2016

Logo após o acidente, o prédio do reator foi rapidamente envolto por um gigantesco sarcófago de concreto em uma notável façanha de construção sob severas condições. Operadores de guindaste trabalhavam cegamente de dentro de cabines revestidas de chumbo, recebendo instruções de observadores de rádio distantes, enquanto pedaços gigantescos de concreto eram movidos para o local em veículos feitos sob medida. O propósito do sarcófago era impedir qualquer nova liberação de partículas radioativas na atmosfera, mitigar os danos caso o núcleo fosse crítico e explodisse, além de fornecer segurança para as operações continuadas dos reatores adjacentes 1, 2 e 3.
O sarcófago de concreto nunca teve a intenção de durar muito tempo, com uma duração de apenas 30 anos. Em 12 de fevereiro de 2013, uma seção de 600 m² do telhado do prédio da turbina colapsou, adjacente ao sarcófago, causando uma nova liberação de radioatividade e a evacuação temporária da área. Inicialmente, assumiu-se que o telhado desmoronou devido ao peso da neve, mas a quantidade de neve não foi excepcional e o relatório de um painel ucraniano de averiguação concluiu que o colapso foi o resultado de trabalhos de reparação desleixados e do envelhecimento da estrutura. Especialistas advertiram que o próprio sarcófago estava à beira do colapso.
Em 1997, o Fundo Internacional de Proteção de Chernobil foi criado para projetar e construir uma cobertura mais permanente para o sarcófago instável e de curta duração. Recebeu mais de 810 milhões de euros e foi gerido pelo Banco Europeu para a Reconstrução e o Desenvolvimento (BERD). O novo abrigo teve a sua construção iniciada em 2010. Ele é composto por um arco de metal de 105 metros de altura e 257 metros de comprimento que foi construído em trilhos adjacentes ao prédio do reator 4, para que pudesse ser deslocado por cima do sarcófago existente. O novo abrigo foi concluído em 2016 e deslizou para o topo do sarcófago em 29 de novembro. O enorme arco de aço foi colocado no lugar ao longo de várias semanas.

### Zona de exclusão

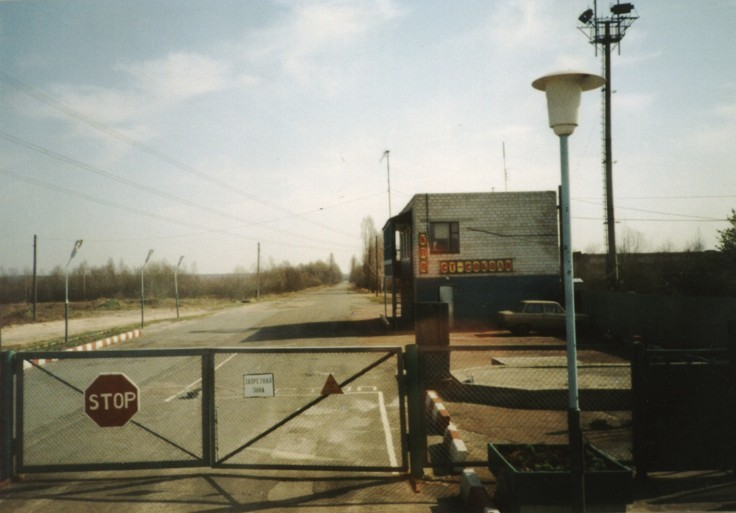
Entrada da zona de exclusão.

Níveis de radiação, em 2018, na zona de exclusão de Chernobyl

Uma área que originalmente se estende por 30 quilômetros em todas as direções da usina é oficialmente chamada de "zona de exclusão". É em grande parte desabitada, com exceção de cerca de 300 moradores que se recusaram a sair. A área foi amplamente revertida para a floresta e foi retomada pela vida selvagem por causa da falta de competição com seres humanos por espaço e recursos. Mesmo hoje, os níveis de radiação são tão altos que os trabalhadores responsáveis pela reconstrução do sarcófago só puderam trabalhar cinco horas por dia durante um mês antes de fazer 15 dias de descanso. Autoridades ucranianas estimaram que a área não voltaria a ser segura para a vida humana por mais 20 mil anos. No entanto, em 2016, 187 ucranianos locais retornaram e passaram a viver permanentemente na zona.
Em 2011, a Ucrânia abriu a zona selada em torno do reator de Chernobil para turistas que desejam aprender mais sobre a tragédia que ocorreu em 1986. Sergii Mirnyi, um oficial de reconhecimento de radiação no momento do acidente, e agora um acadêmico na Universidade Nacional da Academia Kyiv-Mohyla em Kiev, na Ucrânia, escreveu sobre os efeitos psicológicos e físicos em sobreviventes e visitantes e trabalhou como consultor para grupos de turismo de Chernobil.

### Julgamento dos responsáveis
Entre 7 e 30 de julho de 1987, um julgamento numa corte improvisada foi feito na Casa da Cultura de Chernobil, na Ucrânia Soviética. Cinco trabalhadores da usina (o vice engenheiro chefe Anatoly Diatlov, o diretor da usina Viktor P. Bryukhanov, o engenheiro chefe Nikolai M. Fomin, o diretor de turno do Reator 4, Boris V. Rogozhin, e o chefe do Reator 4 Aleksandr P. Kovalenko) e inspetor do Gosatomenergonadzor (Comitê Estadual de Supervisão da Conduta Segura do Trabalho em Energia Atômica Soviético), Yuri A. Laushkin, foram sentenciados a 10, 10, 10, 5, 3 e 2 anos de serviços forçados, respectivamente, em campos de trabalho como consequência das investigações do desastre.
Anatoly Diatlov acabou virando uma das faces do desastre, já que foi sob sua supervisão que o teste de segurança fracassou, levando ao acidente. Ele foi condenado por "má gestão criminosa de empreendimentos potencialmente explosivos" e sentenciado a dez anos de prisão — mas ele serviu apenas três. Diatlov, contudo, negou a responsabilidade pelo acidente. Ele se dizia assombrado pelo que aconteceu e botou a culpa do ocorrido em falhas mecânicas e de design dos reatores RBMK e não em falha humana. Para especialistas, a causa do desastre em Chernobil foi uma combinação dos dois, tanto falha mecânica quanto humana, mas o teste supervisionado por Diatlov foi considerado "incompetente" e ele próprio negligente diante do ocorrido.

### Preocupação com os incêndios florestais
Durante as estações secas, uma preocupação perene e que as florestas que foram contaminadas por material radioativo peguem fogo. As condições secas e o acúmulo de detritos tornam as florestas um terreno fértil para os incêndios florestais. Dependendo das condições atmosféricas predominantes, os incêndios poderiam espalhar o material radioativo mais para fora da zona de exclusão através da fumaça.